# Opel Kadett E
L'Opel Kadett E est un véhicule de la catégorie automobile compacte d'Adam Opel AG, fabriqué d'août 1984 à mai 1993 en tant que successeur de l'Opel Kadett D, avec laquelle il partageait la plate-forme T de GM de 1979.
Il s'agissait du cinquième modèle de la série Opel Kadett, produite depuis mi-1962. Au Royaume-Uni, cette génération, comme la précédente, était commercialisée sous le nom de Vauxhall Astra.
Au total, 3 779 286 unités sont sorties des chaînes de montage en un peu moins de neuf ans.

## Historique du modèle

### Général
Lorsque les ventes ont commencé en août 1984, il existait les versions à hayon trois ou cinq portes ainsi que le break Caravan trois ou cinq portes. Celui-ci était également proposé avec trois portes en tant que fourgon de livraison sans vitres latérales arrière.
La Kadett était proposée avec des moteurs essence d'une cylindrée allant de 1,2 à 2,0 litres et d'une puissance allant de 40 à 115 kW ainsi qu’avec des moteurs diesel d'une cylindrée allant de 1,5 à 1,7 litres et d'une puissance allant de 40 à 60 kW.
La variante tricorps suivit en septembre 1985, qu'Opel appela «Formheck». Elle avait quatre portes.
La Kadett E a également servi de base au fourgon portant le nom de modèle Opel Combo, produit de janvier 1986 à juillet 1994. Alors que le fourgon a la forme du Caravan, le Combo est un véritable «fourgon» avec un toit plus haut, un empattement plus long, un essieu arrière à ressorts à lames et des portes arrière.
En mai 1987, la dernière version lancée était le cabriolet, conçu par Opel et construit par Bertone.
Elle a rapidement gagné le surnom de «Windei» en raison de sa carrosserie profilée, testée en soufflerie.

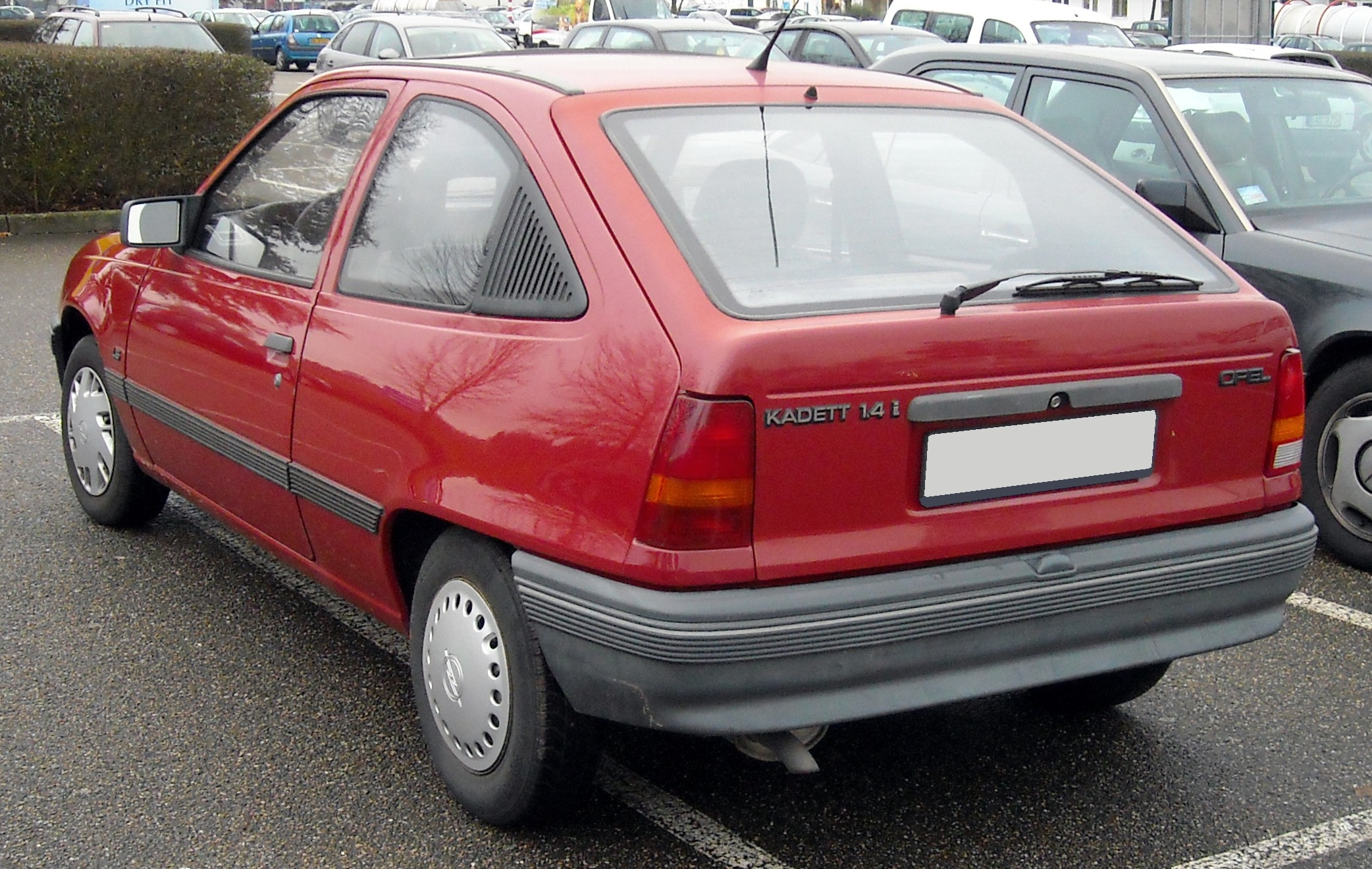
Vue arrière
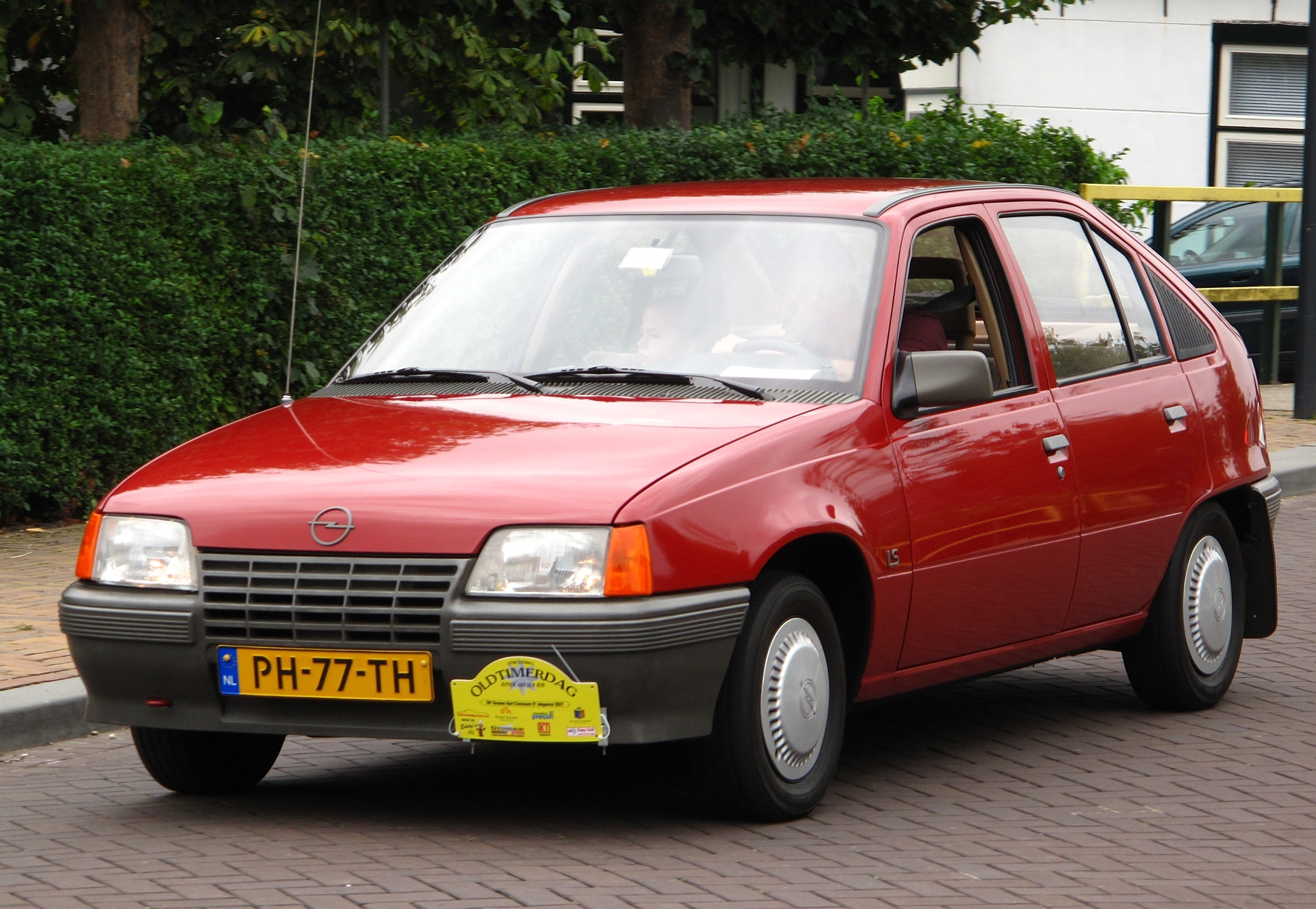
Opel Kadett LS (quatre portes)
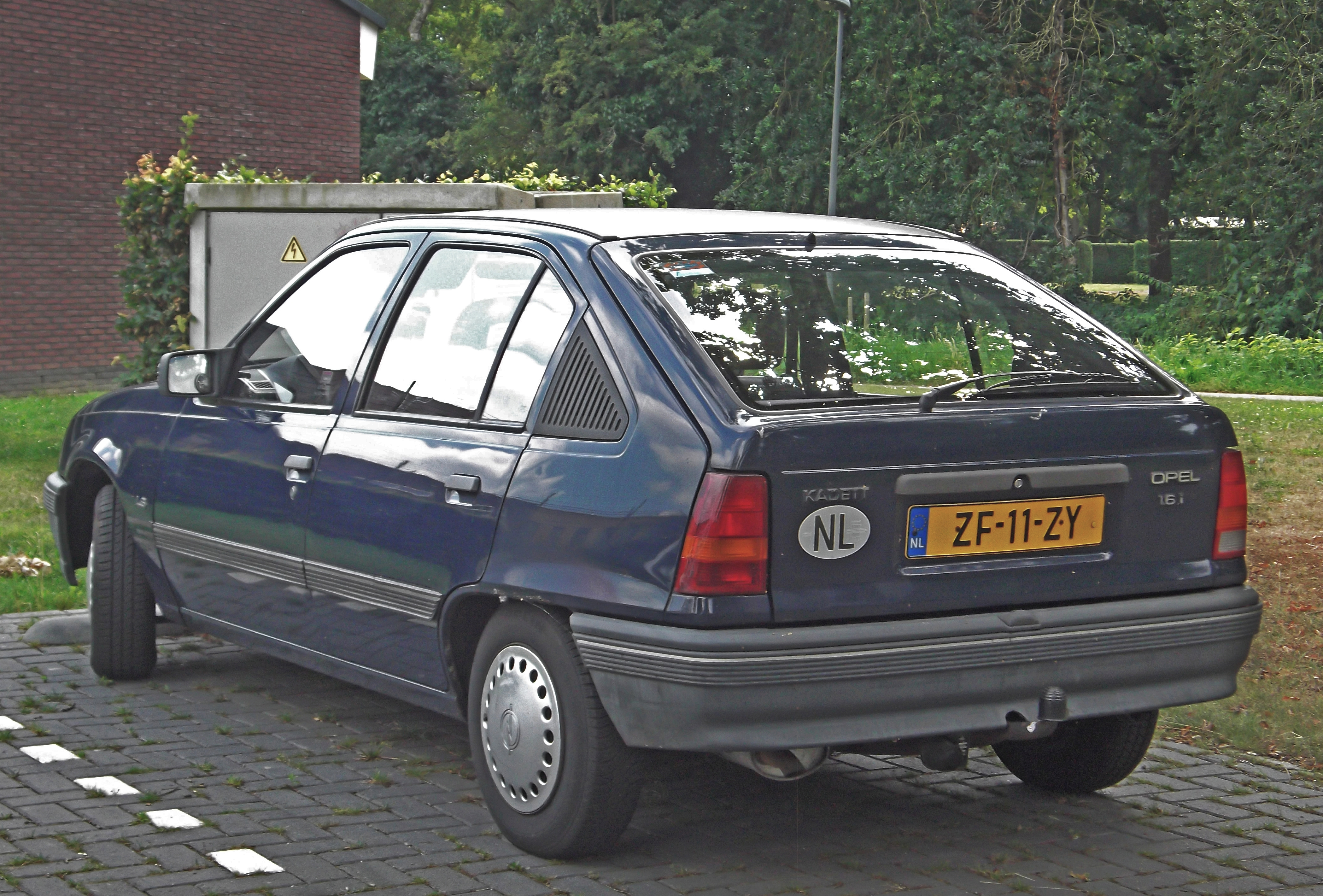
Opel Kadett LS (quatre portes)
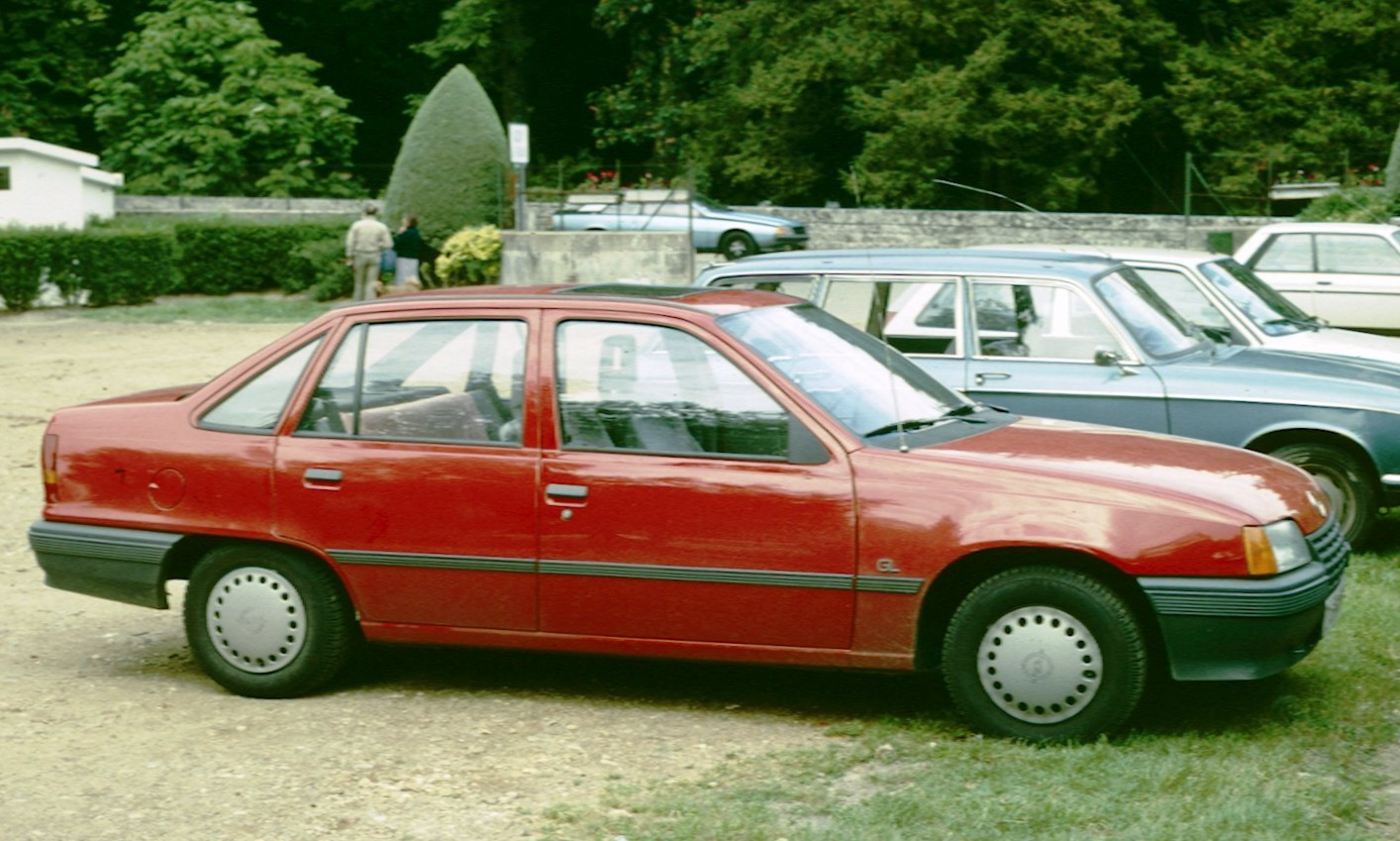
Opel Kadett tricorps (1985–1989)
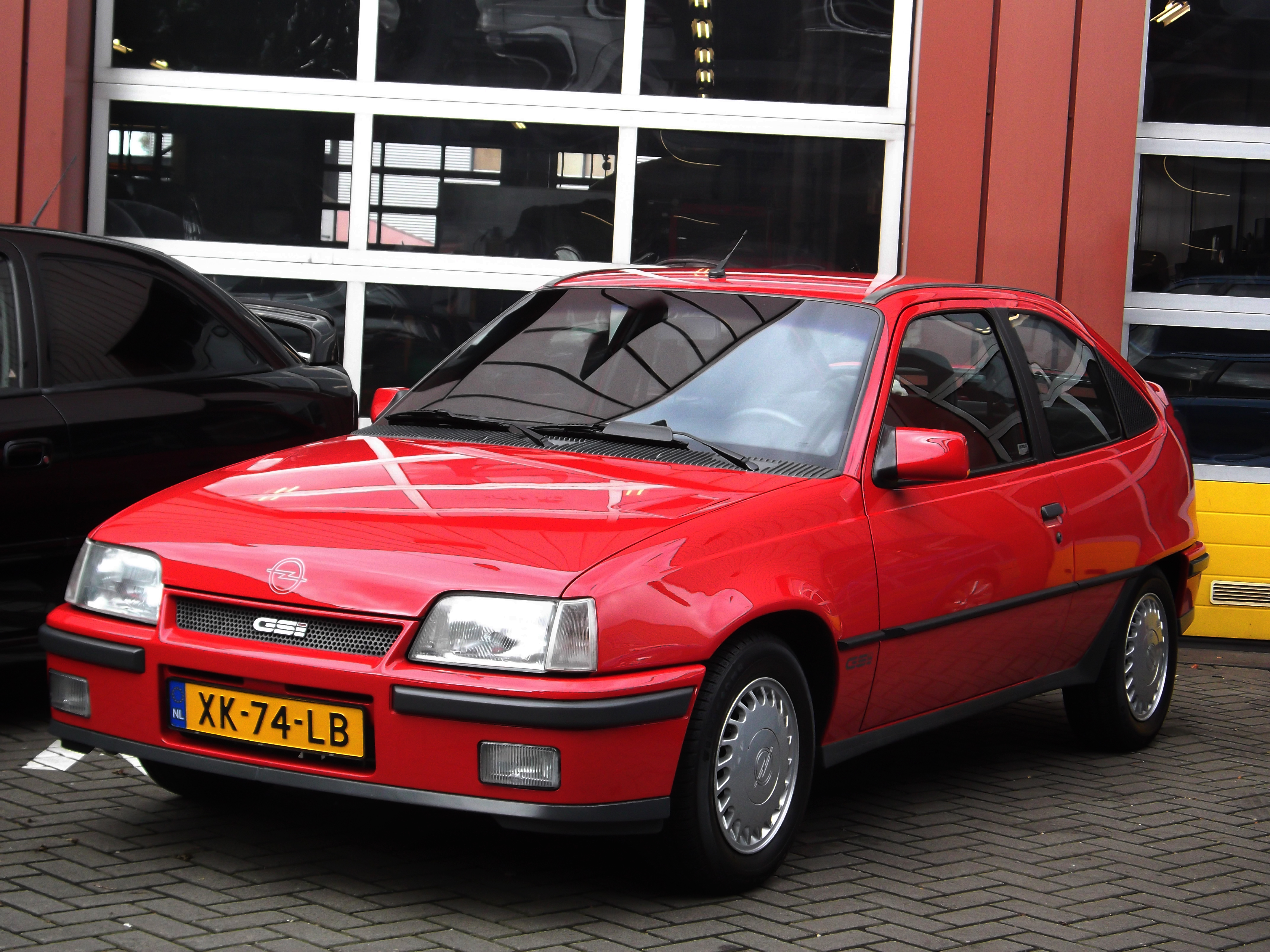
Opel Kadett GSi (1984–1991)
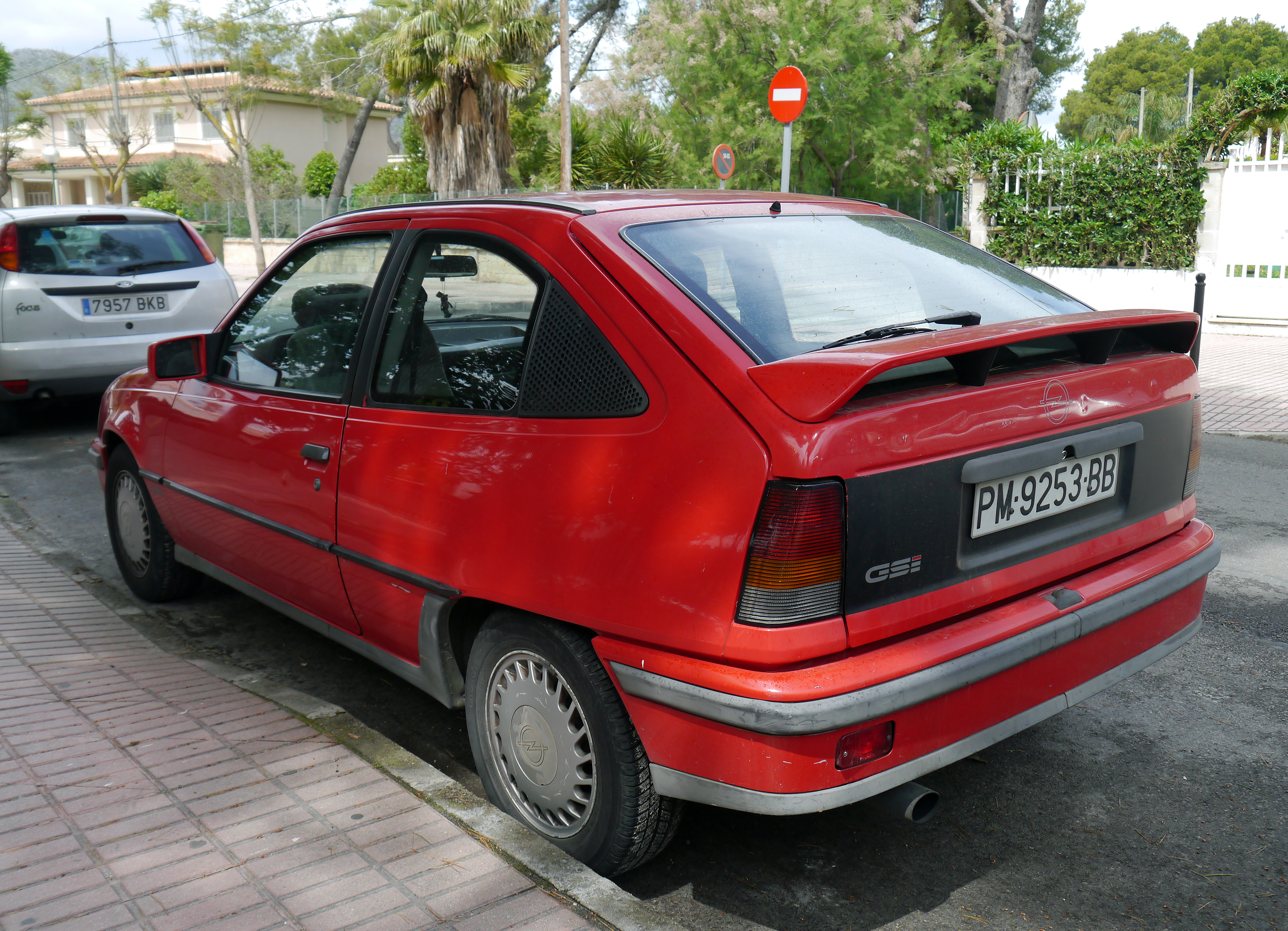
Opel Kadett GSi (1984–1991)
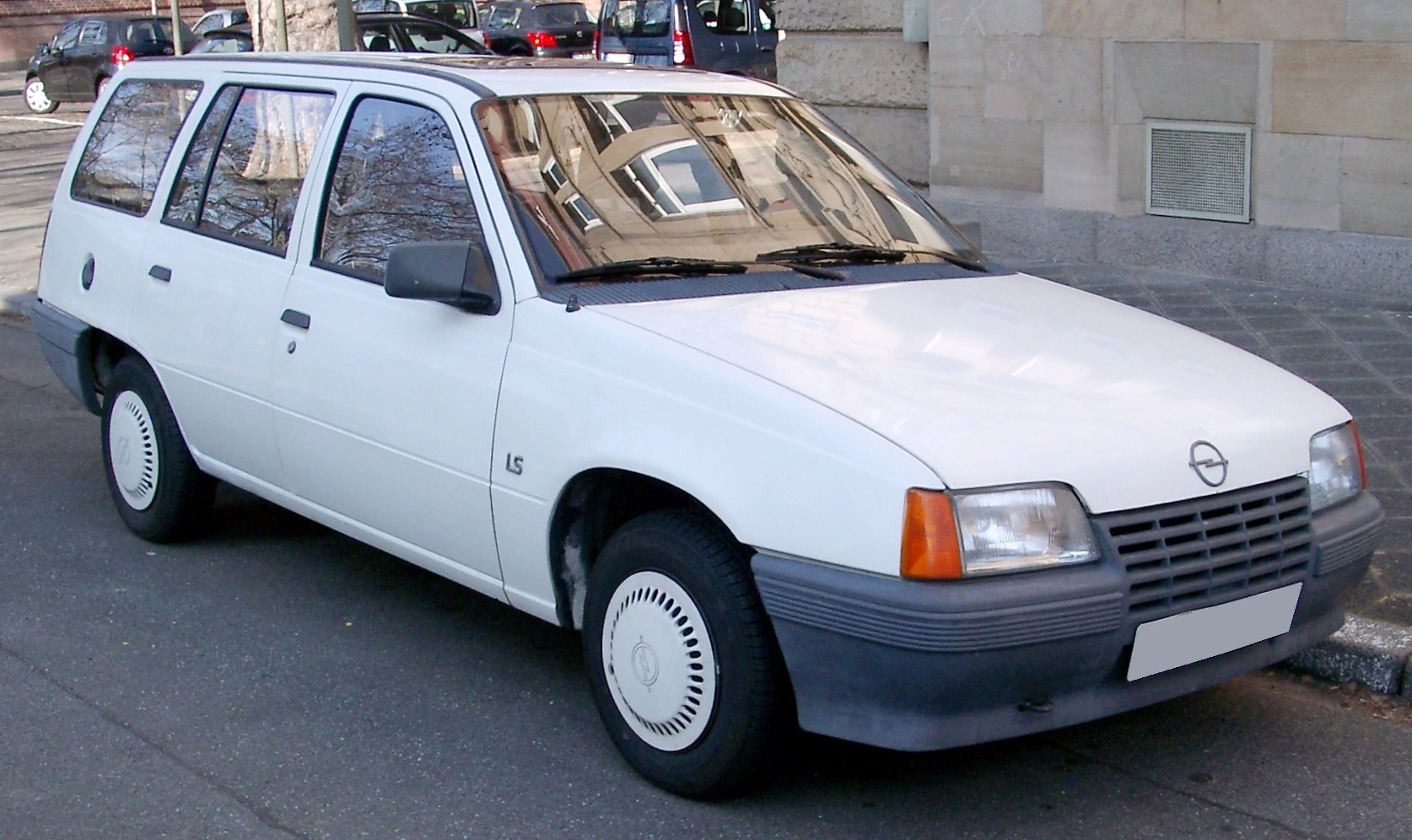
Opel Kadett Caravan (1984–1989)
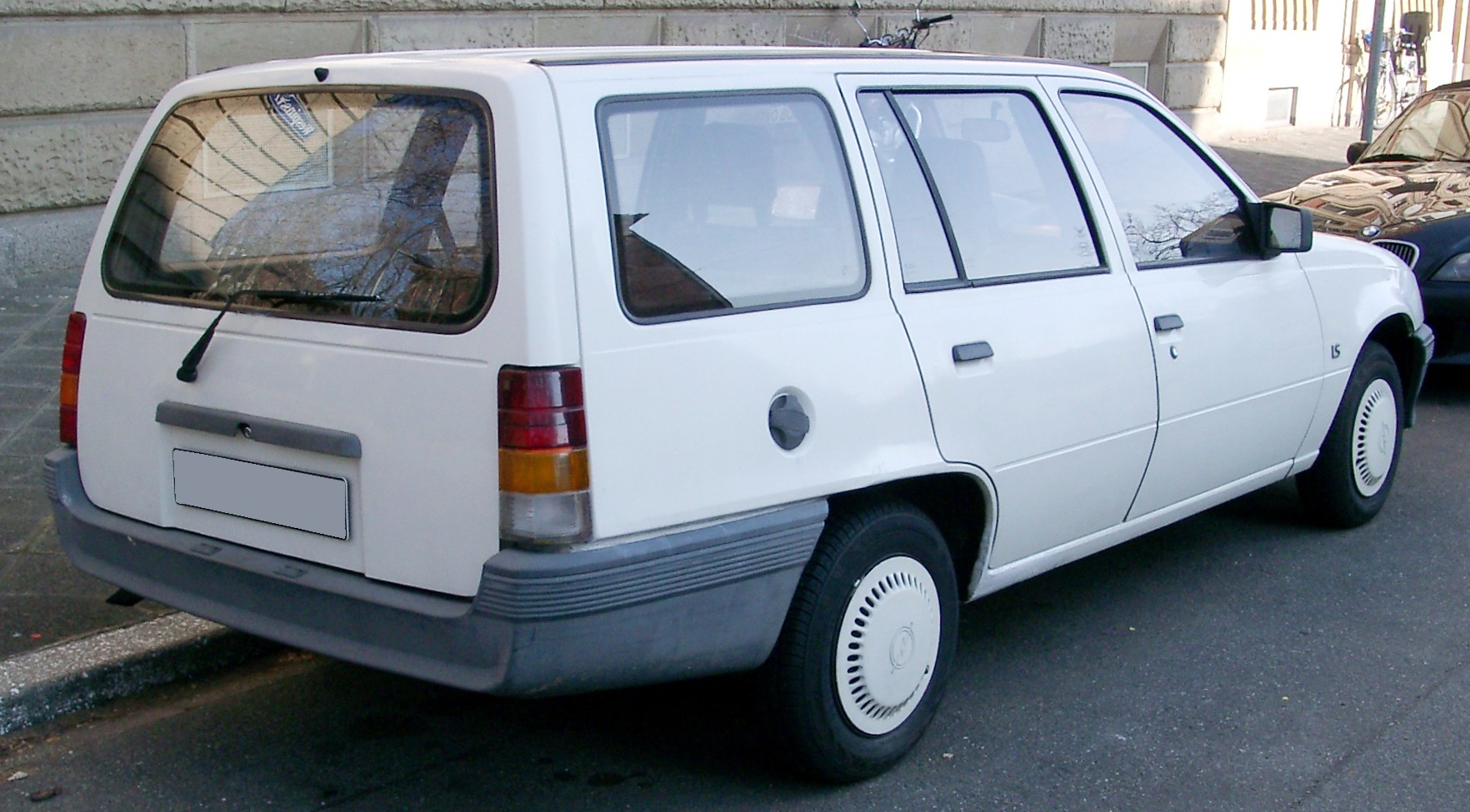
Vue arrière

### Lifting
En février 1989, la gamme a fait l'objet d'un lifting, reconnaissable de l'extérieur à la calandre plus petite.
La production de la dernière gamme de Kadett s'est achevée en juillet 1991. Sa successeur s'appelait «Astra». Le cabriolet était la seule variante de modèle restée dans la gamme jusqu'en mai 1993, avant d'être remplacée par la version ouverte de l'Astra à la fin de l'été.

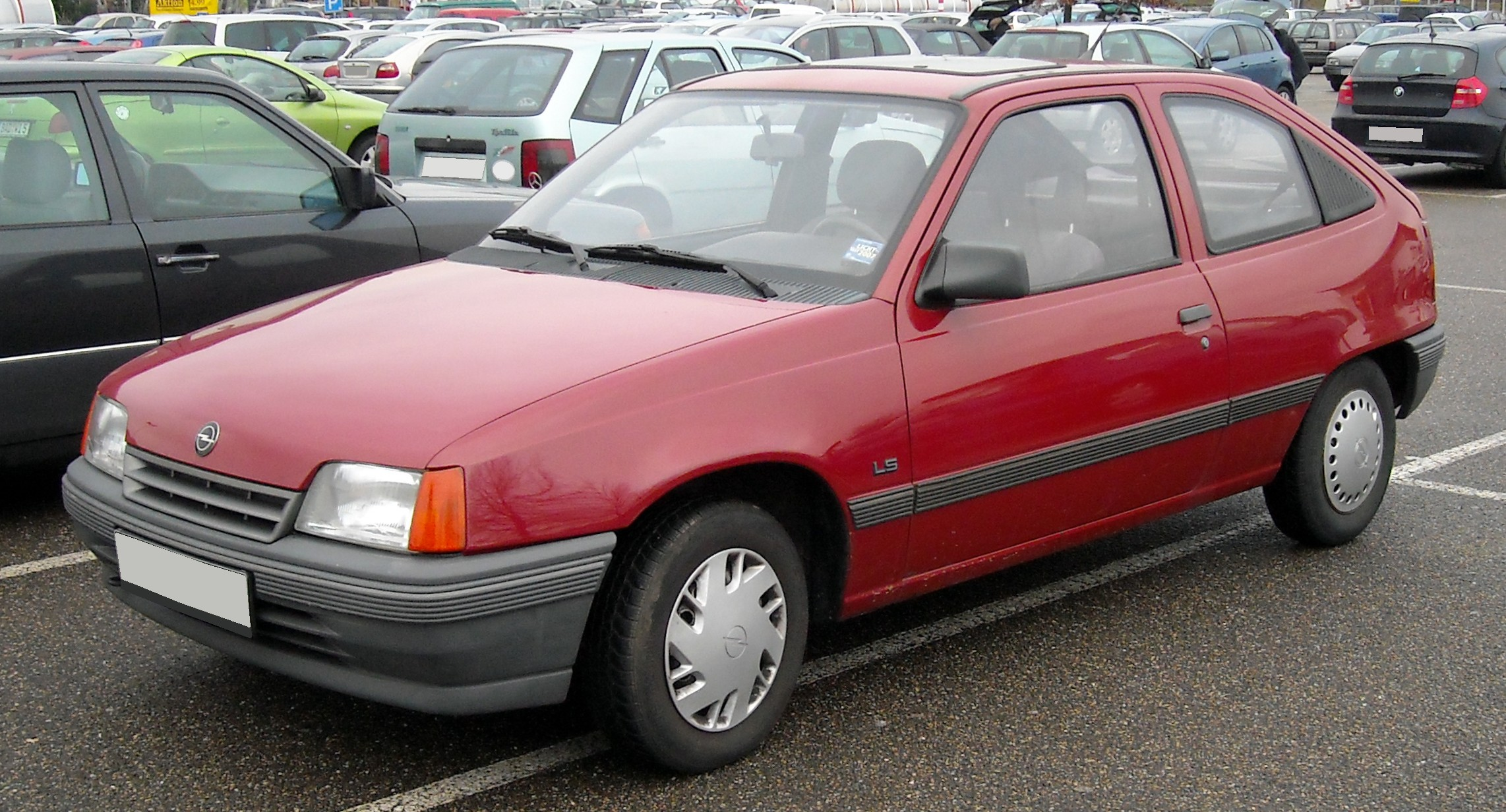
Opel Kadett (1989–1991)
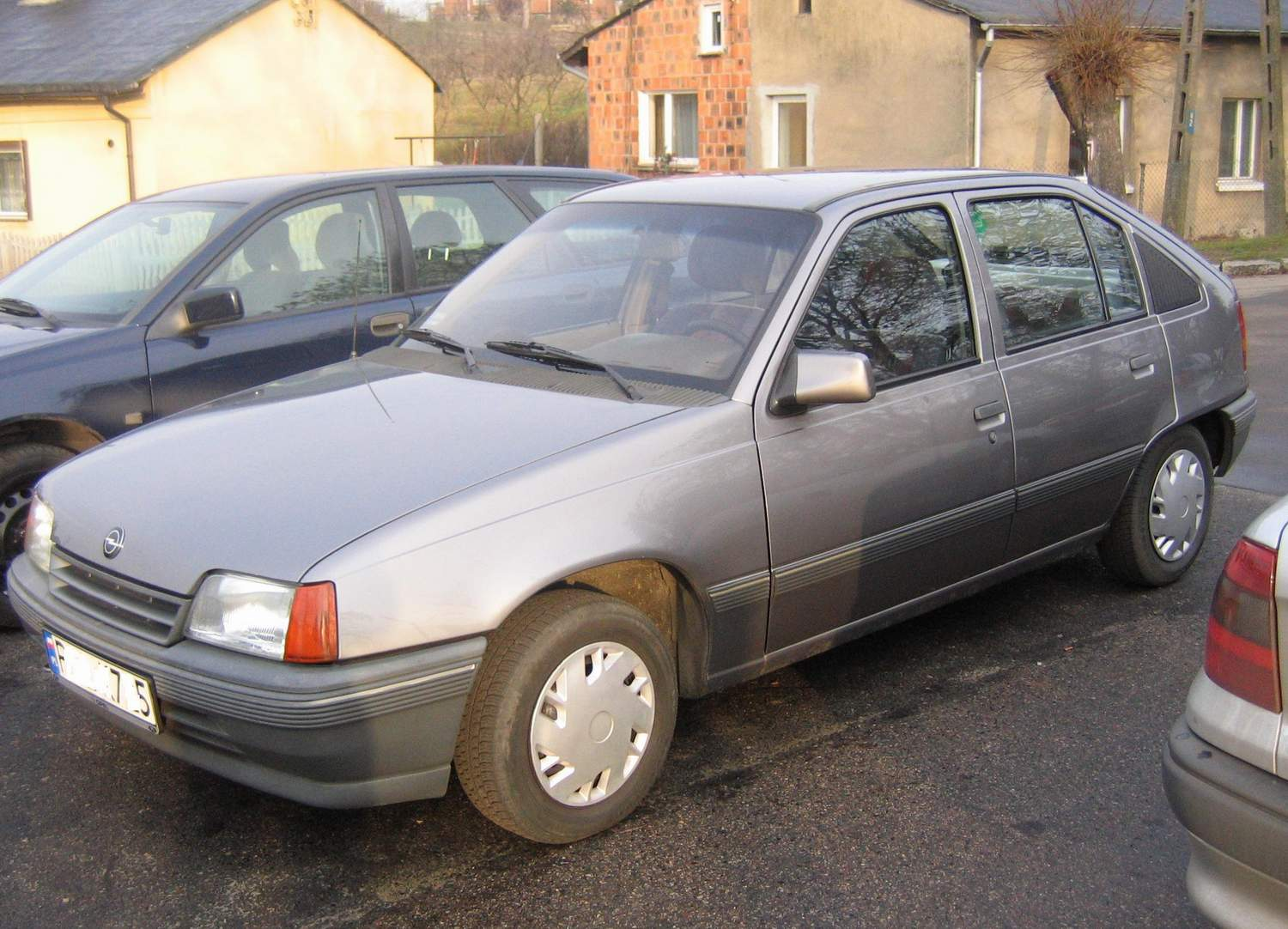
Opel Kadett cinq portes (1989–1991)
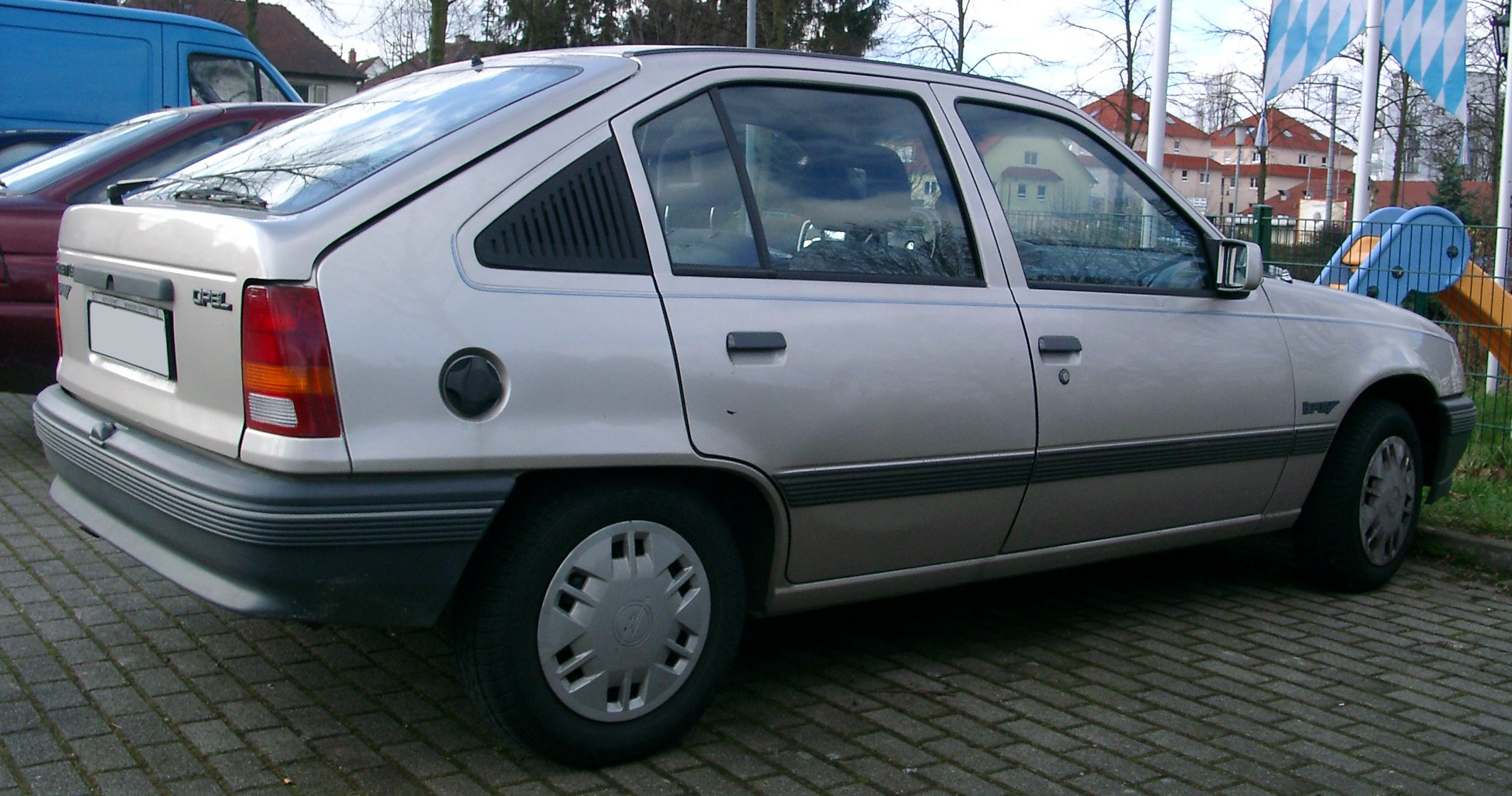
Vue arrière
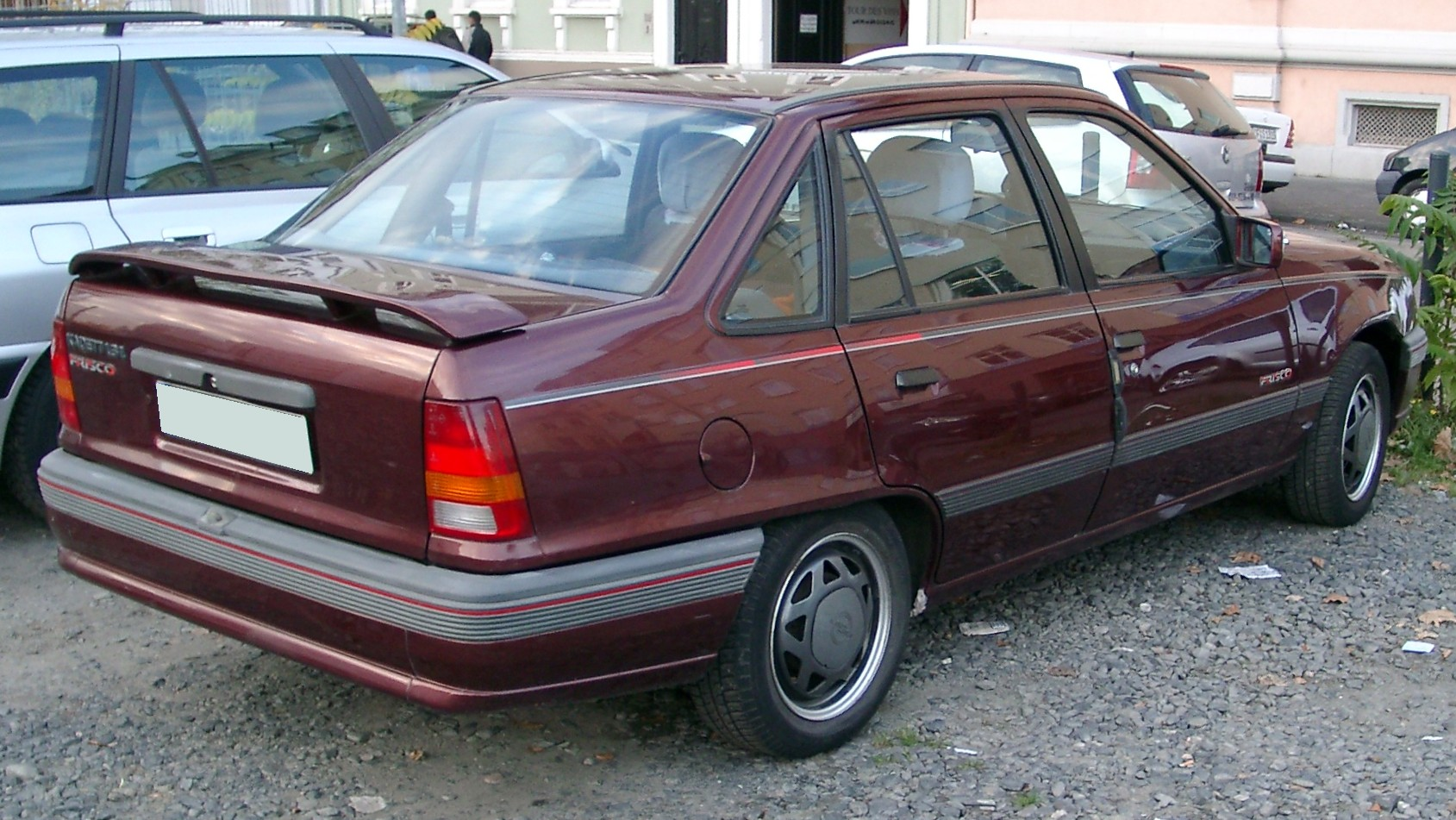
Opel Kadett tricorps (1989–1991)
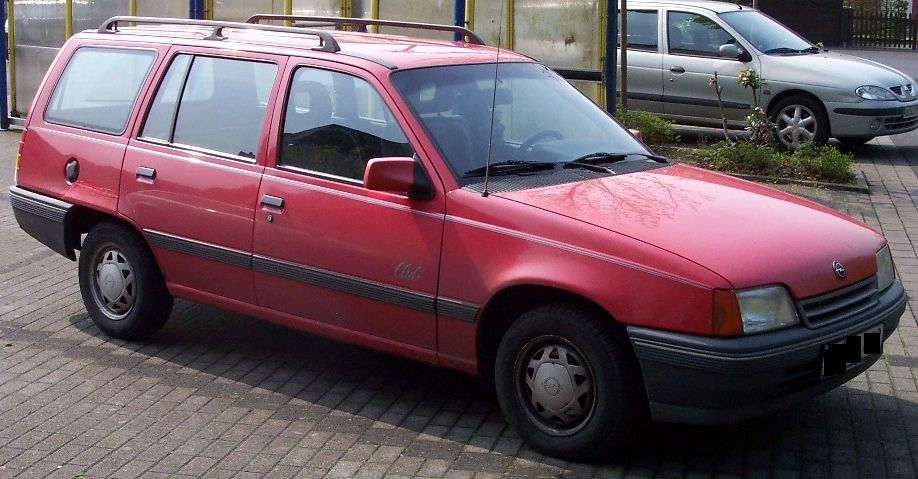
Opel Kadett Caravan (1989–1991)
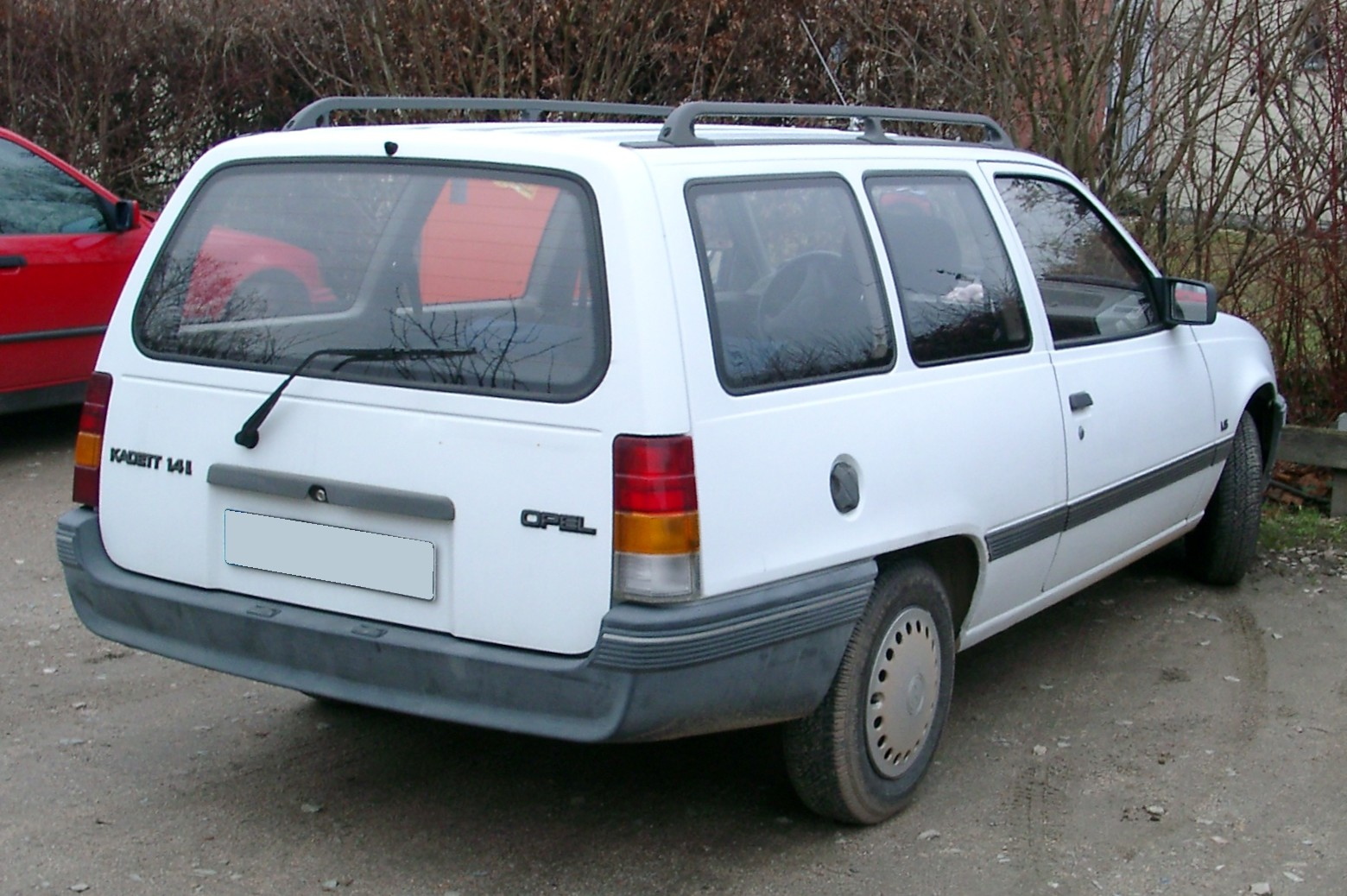
Opel Kadett Caravan (1989–1991)
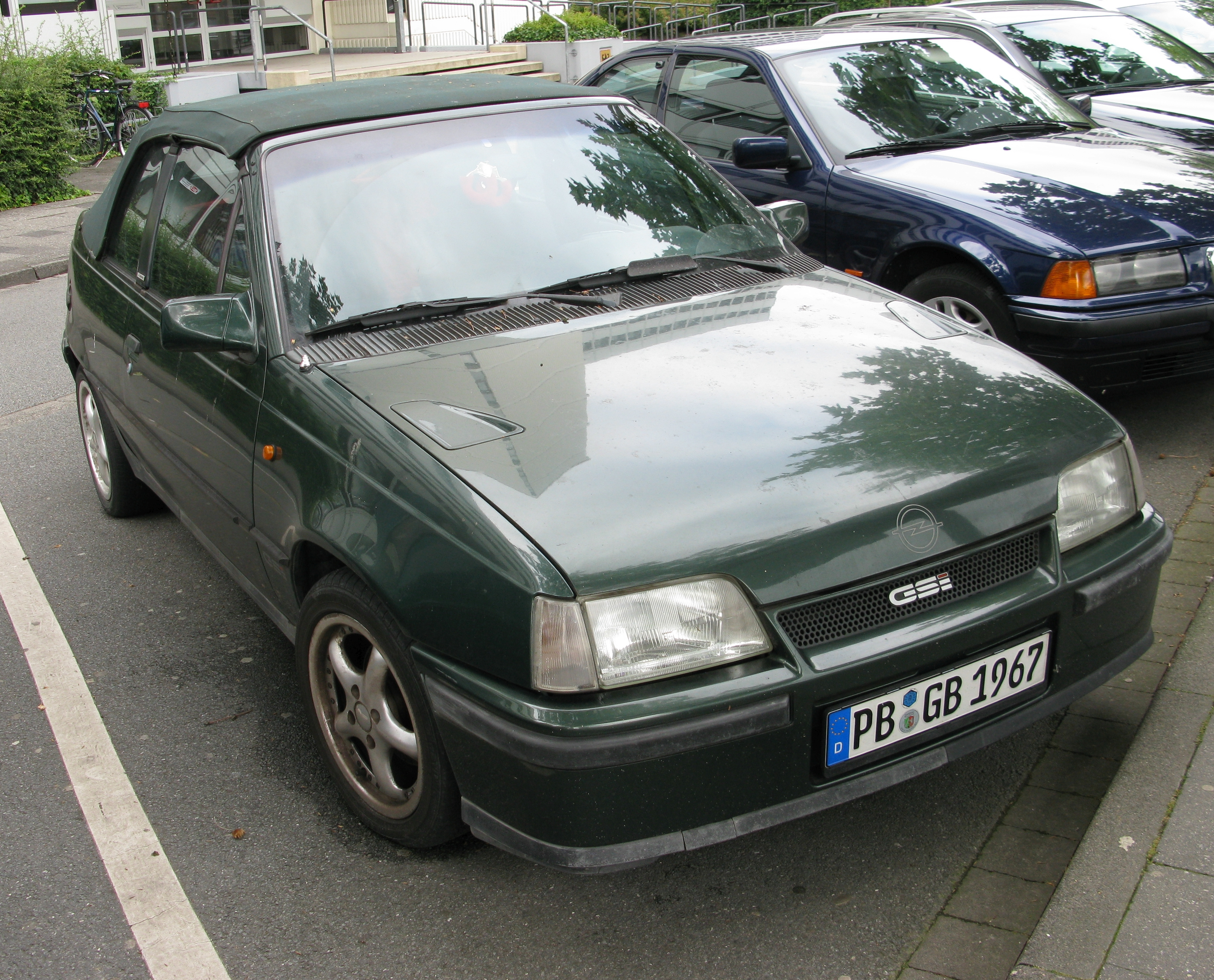
Opel Kadett GSi cabriolet (1989–1991)
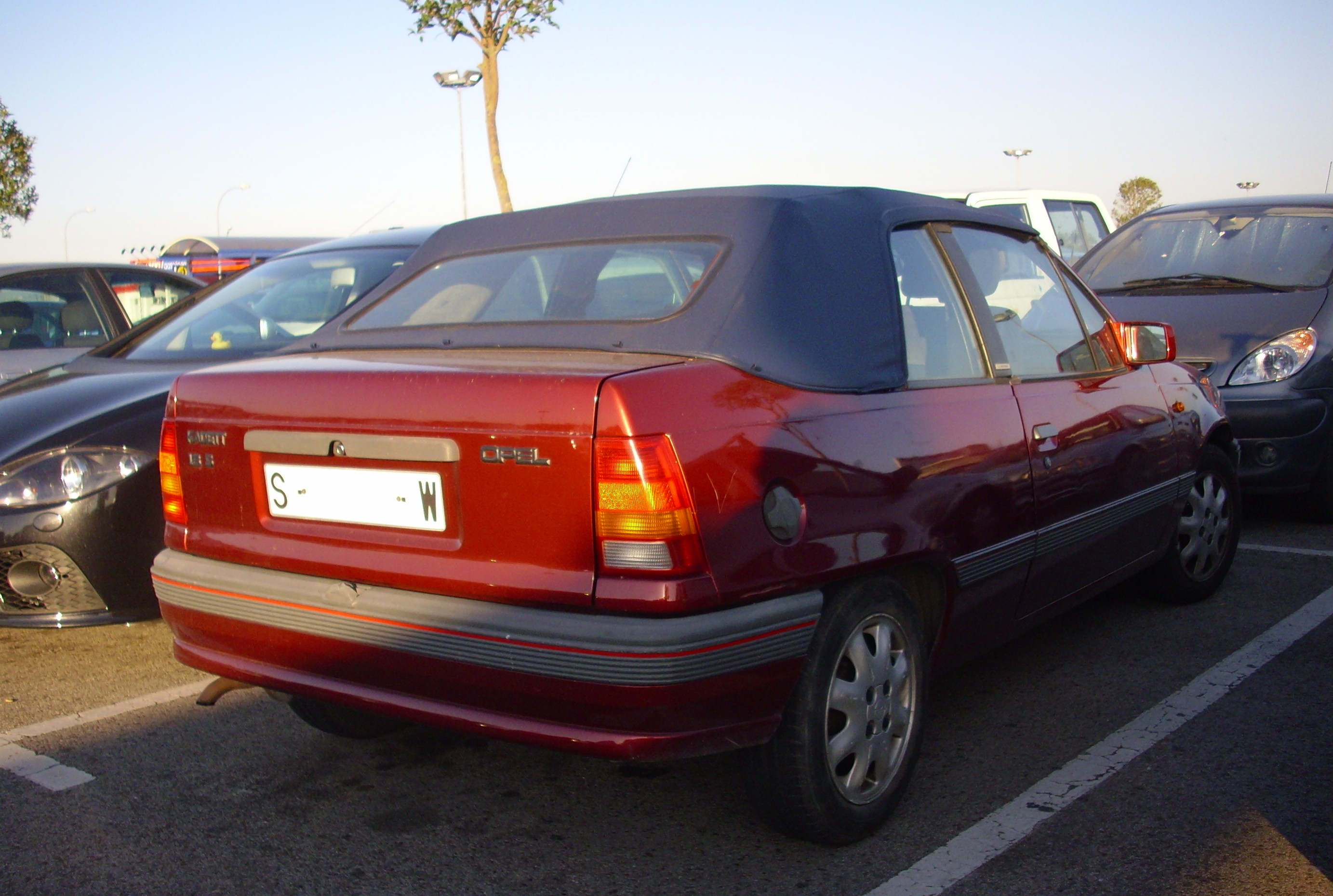
Opel Kadett cabriolet (1989–1993)

## Chiffres de production de la Kadett E
Entre 1984 et 1993, 3 779 286 Kadett E ont été fabriquées.
| Année                 | 1984    | 1985    | 1986    | 1987    | 1988    | 1989 | 1990 | 1991 | 1992 | 1993 | Total     |
| --------------------- | ------- | ------- | ------- | ------- | ------- | ---- | ---- | ---- | ---- | ---- | --------- |
| Berline 2 portes      | 47.954  | 209.610 | 175.682 | 171.433 | 168.289 |      |      |      |      |      |           |
| Berline 4 portes      | 51.253  | 204.716 | 138.965 | 140.069 | 155.460 |      |      |      |      |      |           |
| Berline 3 et 5 portes |         | 29.889  | 164.595 | 136.110 | 134.498 |      |      |      |      |      |           |
| Cabriolet             |         |         |         | 7.560   | 8.136   |      |      |      |      |      |           |
| Caravan 2 portes      | 5.487   | 23.081  | 20.869  | 12.518  | 11.049  |      |      |      |      |      |           |
| Caravan 4 portes      | 14.527  | 58.463  | 58.507  | 69.911  | 91.043  |      |      |      |      |      |           |
| Fourgon               | 3.507   | 26.929  | 17.854  | 5.411   | 8.057   |      |      |      |      |      |           |
| Fourgon Combo         |         | 5.797   | 9.211   | 883     | 860     |      |      |      |      |      |           |
| Total                 | 122.728 | 558.485 | 585.683 | 543.895 | 577.392 |      |      |      |      |      | 3.779.286 |
| Dont Vauxhall         | 5.544   | 67.395  | 56.245  | 1.134   | 1.309   |      |      |      |      |      |           |

### Châssis/transmission
Le châssis de la Kadett E n'a été que légèrement modifié par rapport à celui de la Kadett D précédent. En tant que voiture compacte à traction avant typique, elle est dotée d'une suspension indépendante à jambes de force MacPherson avec des triangles inférieurs à l'avant et d’un essieu à poutre de torsion à l'arrière. Des transmissions manuelles à quatre et cinq vitesses ont été installées comme transmissions dans les véhicules. Une transmission automatique type THM 125 de la société mère General Motors à trois vitesses était disponible avec certains moteurs.

## Variantes d'équipement
L'Opel Kadett E était proposée avec les variantes de base suivantes :
- LS (1984-1991)
- GL (1984-1990)
- GT (1984-1990)
- GLS (1984-1989)
- GSi (1984-1991)
- Cabrio (1987-1993)

Au cours de la production de la Kadett E, quelques modèles spéciaux ont été ajoutés :
| Année     | Désignation | Base                                                | Caractéristique                                                                                          | Particularités |
| --------- | ----------- | --------------------------------------------------- | --- | --- |
| 1986      | CUP         | Cinq portes à hayon                                 | Bandes décoratives noires tout autour                                                                    | Pour la Coupe du Monde 1986, uniquement en polarweiß, pare-chocs et rétroviseurs extérieurs couleur carrosserie, montant B noir mat; Cinq portes, sièges normaux avec un design spécial                                                              |
| 1986      | Sprint (I)  | Trois ou cinq portes à hayon                        | Inscription Sprint sur les portes conducteur et passager, bandes décoratives rouges tout autour          | Tachymètre, Rétroviseur extérieur à droite, volant sport à trois branches, feu antibrouillard arrière, transmission sport, pare-chocs au design GT, vendue en tant que GT à partir de 1987                                                           |
| 1987      | Jubilee     | Berline à hayon ou version tricorps                 | Bandes décoratives argentées tout autour                                                                 | Console centrale étendue, banquette arrière divisée asymétriquement |
| 1988–1991 | Club        | Caravan cinq portes                                 | Bandes décoratives argentées sur les pare-chocs, au-dessus des clignotants et au-dessus des feux arrière | LS*, barres de toit, Rétroviseurs extérieurs couleur carrosserie, moteur de 2,0 litres et tachymètre. |
| 1988      | Sprint (II) | Version tricorps avec moteur de 2,0 litres          | Équipement d’Irmscher                                                                                    | Volant Irmscher à quatre branches, pare-chocs avec spoiler au design Irmscher, aileron arrière, panneaux latéraux, suspension sport avec abaissement, production : 716 unités.                                                                       |
| 1988      | California  | Trois ou cinq portes à hayon                        | Bandes décoratives jaunes tout autour                                                                    | LS*, avertisseur sonore, rétroviseurs extérieurs couleur carrosserie, 4 haut-parleurs, toit ouvrant, radio SC202 |
| 1988      | SNOW        | Trois ou cinq portes à hayon ou en version tricorps | pare-chocs blancs avec bandes décoratives rouges, inscription SNOW, enjoliveurs peints en blanc          | LS*, disponible uniquement en polarweiß, rétroviseurs extérieurs couleur carrosserie, sièges chauffants pour le conducteur, feux de brouillard, lave-glace pour phares, chauffage aux pieds pour la rangée de sièges arrière, enjoliveurs de la GL.  |
| 1988      | TOP         | Trois ou cinq portes à hayon                        | Bandes décoratives argentées tout autour                                                                 | LS*, rétroviseurs extérieurs couleur carrosserie, aileron arrière |
| 1988      | Tiffany     | Berline à hayon ou version tricorps                 | Bandes décoratives dorées tout autour; Inscription Tiffany sur les ailes et le hayon – édition limitée   | Rétroviseurs extérieurs couleur carrosserie, siège conducteur réglable en hauteur, banquette arrière divisée asymétriquement, fanfare bicolore, compartiment pour pièces de monnaie dans la console centrale. Uniquement disponible en cinq couleurs |

- Finition de fonctions LS : compteur kilométrique journalier, horloge à quartz, allume-cigare, éclairage du coffre et de la boîte à gants, intermittence pour l'essuie-glace arrière; pour la version tricorps : rétroviseur extérieur à droite, taille de pneu différente. À partir de l'année modèle 1988, le compteur kilométrique journalier et l'horloge à quartz étaient de série sur tous les modèles.

Après le lifting de 1989, la gamme de modèles a été renouvelée :
| Année            | Désignation   | Base                                                         | Caractéristique | Particularités |
| ---------------- | ------------- | ------------------------------------------------------------ | --- | --- |
| À partir de 1988 | Club          | Caravan uniquement                                           | Inscription Club sur les portes et le hayon, bandes décoratives argentées | Tachymètre pour moteur de 2,0 l |
| 1989             | Sunshine Club | Caravan uniquement                                           | | |
| 1989             | CS            | Trois ou cinq portes à hayon                                 | | ABS de série, appuie-tête arrière de série |
| 1989             | Miami         | Trois ou cinq portes à hayon                                 | Différentes versions, certaines avec peinture spéciale | |
| À partir de 1989 | GSi           | Trois ou cinq portes à hayon                                 | Emblème GSi | |
| 1990             | Dream         | Trois ou cinq portes à hayon; quatre portes version tricorps | Inscription Dream sur les ailes et à l'arrière, fines bandes décoratives bicolores bleu turquoise sous les vitres, bandes bleues sur les pare-chocs                                                                                   | Base de GL; sièges sport, intérieur noir avec rayures blanches, radio SC202, boîtier de rétroviseur couleur carrosserie, vitres teintées, roues 175/65 de 14 pouces avec rayons en aluminium, peinture effet métallisé ou minéral en standard. Uniquement avec moteur 1.6i ou 1.7 D. Prix en avril 1990: trois portes à moteurs essence 22 395 Deutsche Mark, quatre portes 24 230 Deutsche Mark; cinq portes 23 245 Deutsche Mark; trois portes à moteurs diesel 22 555 Deutsche Mark, quatre portes 24 390 Deutsche Mark; cinq portes 23 405 Deutsche Mark |
| À partir de 1990 | Champion      | Trois ou cinq portes à hayon                                 | | |
| 1990             | Life          | Trois ou cinq portes à hayon                                 | | |
| 1991             | Club Spezial  | Caravan cinq portes uniquement                               | | |
| 1991             | Frisco        | Berline à hayon ou version tricorps                          | Volant sport à trois branches, sièges avant sport, aileron arrière couleur carrosserie, sortie d'échappement sport, compte-tours, ABS de série                                                                                        | |
| 1991             | FUN           | Berline à hayon ou version tricorps                          | Inscription « Fun » sur les deux ailes et sur le hayon, enjoliveurs spéciaux | Rembourrage spécial, transmission 5 vitesses, radio, compartiment à cassettes, vitrage périphérique teinté, rétroviseurs extérieurs couleur carrosserie |
| 1991             | Beauty        | Berline à hayon ou version tricorps                          | Inscription «Beauty» sur les deux ailes avant et sur le hayon, compte-tours, volant à trois branches, intérieur en velours, bandes bleu foncé sur la carrosserie, toit ouvrant mécanique, direction assistée, verrouillage centralisé | |

Versions cabriolets :
- Édition : année modèle 1989, a également été appelé «Limited Edition» dans les informations internes du concessionnaire, disponible en Perlblau, Perlrot ou Stahlgrau, jantes 5 1/2 x 14[3] à rayons larges en aluminium.
- Édition : à partir de 1990, avec un design intérieur spécial et des couleurs extérieures spéciales, connue uniquement sous le nom de «Cabrio Edition» à partir de l’année modèle 1992, alors les attributs de la GSi sont également ajoutés – compteur de vitesse LCD, prises d'air sur le capot, lettrage GSi, bande noire entre les feux arrière - pour la 2.0i, mais tous les modèles ont les pare-chocs et les moulures latérales de la GSi, comme la 1.6i, couleurs extérieures pour l’année modèle 1990 1/2 : Emeraldgrün, Perlblau, Perlrot, Saturnmetallic, Schwarz Metallic / pour l’année modèle 1991 : Casablancaweiß, Emeraldgrün, Novaschwarz, Perlblau, Perlrot, Saturnmetallic, roues 5 1/2  x 14 à rayons larges en aluminium.
- Spécial Édition : 1992, avec moteur 2.0i, couleur extérieure Pazifikblau, avec revêtement « Metallisee » en anthracite, jantes 6 x 15 à rayons croisés en aluminium, avec pare-chocs et moulures latérales de la GSi, attributs de la GSi ajoutés – compteur de vitesse LCD, prises d'air sur le capot, lettrage GSi, bande noire entre les feux arrière.
- Édition Fun : 1993, moteur 1.6i, couleurs extérieures Amparoblau ou Karibikblau Metallic, avec revêtement «Kandinsky» en anthracite, roues 5 1/2 x 14 à rayons larges en aluminium, avec pare-chocs et moulures latérales de la GSi.
- Édition Elegance : 1993, moteur 1.6i, couleurs extérieures Dolomitengrau ou Heliotrop, avec revêtement «Dali» en anthracite, jantes 5 1/2 x 14 de style «turbine» en aluminium, avec pare-chocs et moulures latérales de la GSi.
- Édition Sportive : 1993, moteur 1.6i, couleurs extérieures Carbonschwarz ou Lobsterrot, avec revêtement «Op-Art» en anthracite, jantes 5 1/2 x 14 avec rayons pentagramme en aluminium, avec pare-chocs et moulures latérales de la GSi.

Variantes d'équipement à l'étranger :
- Arizona : 1986 (Suisse, modèle inconnu)
- Silver : 1987 (France, disponible uniquement en argent)
- White : 1987 (France)
- Florida : 1988 (Suisse, similaire au modèle Snow allemand)
- Calypso : 1988 (France, modèle spécial, limité à 200 pièces (non confirmé), uniquement en monacoblau)
- Exclusive : 1990 (France)
- Dream : 1990 (Belgique, égale à la Dream allemande)
- Hot : 1990 (Suisse, basée sur la GSi, similaire à la Champion allemande sans phares antibrouillard, uniquement les modèles trois portes)
- Sprint : 1991 (France, semblable à la Frisco allemande)
- Expression : 1991 (Pays-Bas)
- Rivera : 1992 (France, similaire au cabriolet Special Edition allemand)
- Sporty : 1992 (Belgique, aucun détail connu)
- Monte Carlo : 1993 (France, cabriolet, similaire au cabriolet Edition Elegance allemand)
- Essence : année ? (France, modèle inconnu)
- Ultima : année ? (France, modèle inconnu)
- Club : année ? (Environs de l’Allemagne, contrairement au modèle allemand, elle était également disponible avec une version à hayon ou tricorps
- Frisco : année ? (Suisse, similaire à la Club Special allemande, prétendument seulement en Caravan)

Transformations spéciales :
- Caravan avec dispositif de levage et d'abaissement, plancher du véhicule abaissé et structure vitrée par la firme AMF-Bruns (Apen)
- Irmscher Junior Line
- Irmscher GS

### Variantes d'équipement: logos

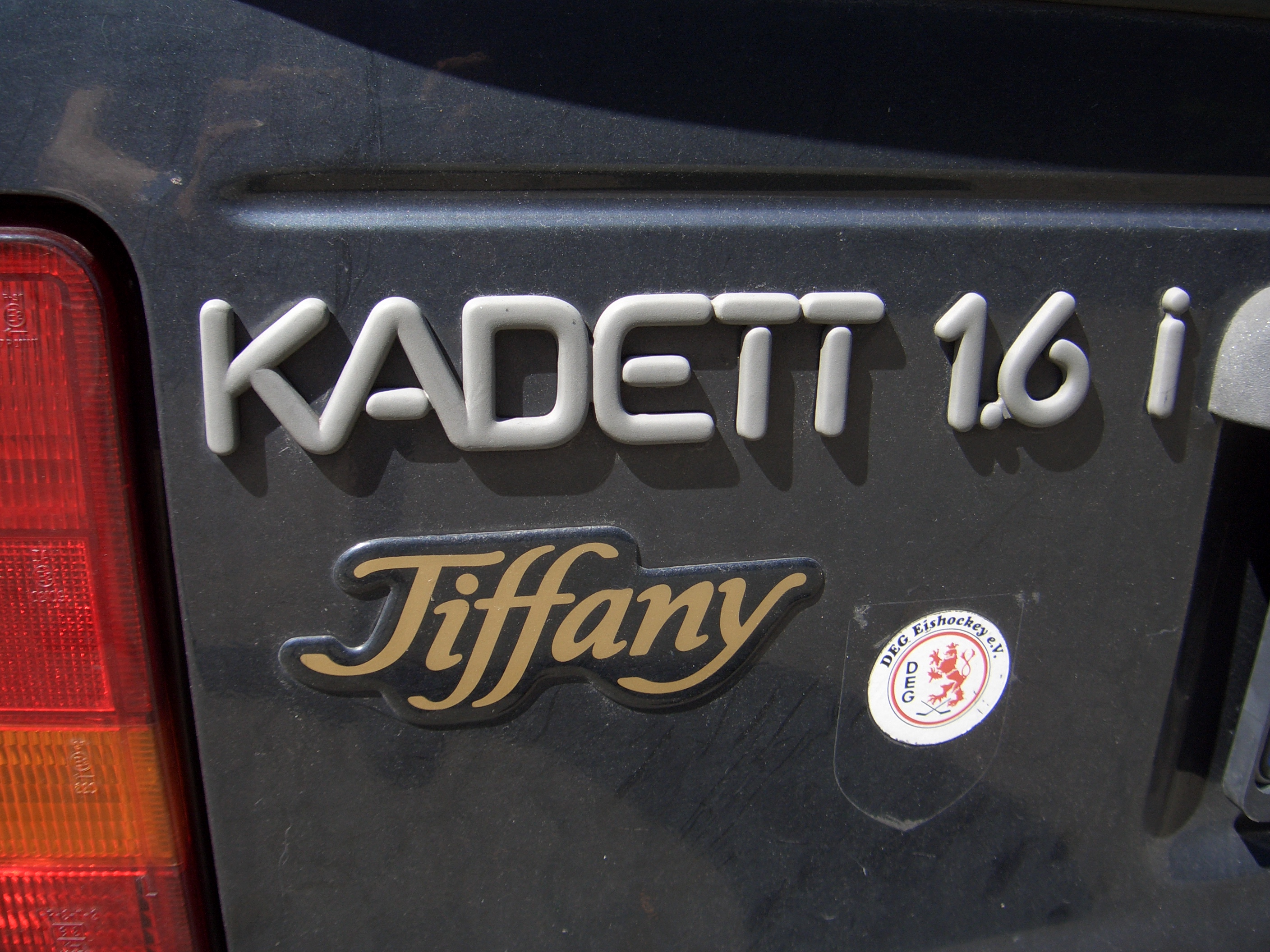
Opel Kadett Tiffany
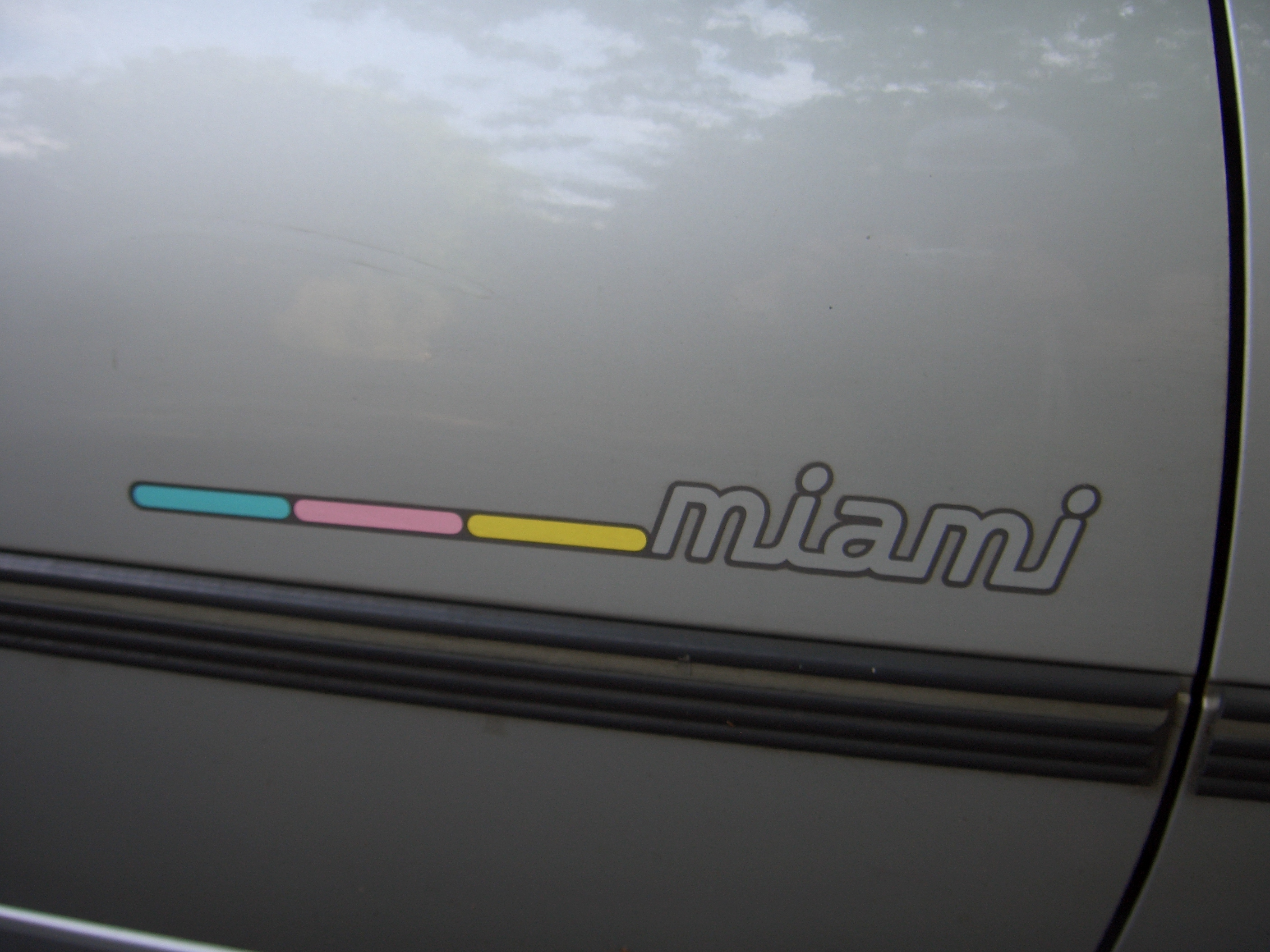
Opel Kadett Miami
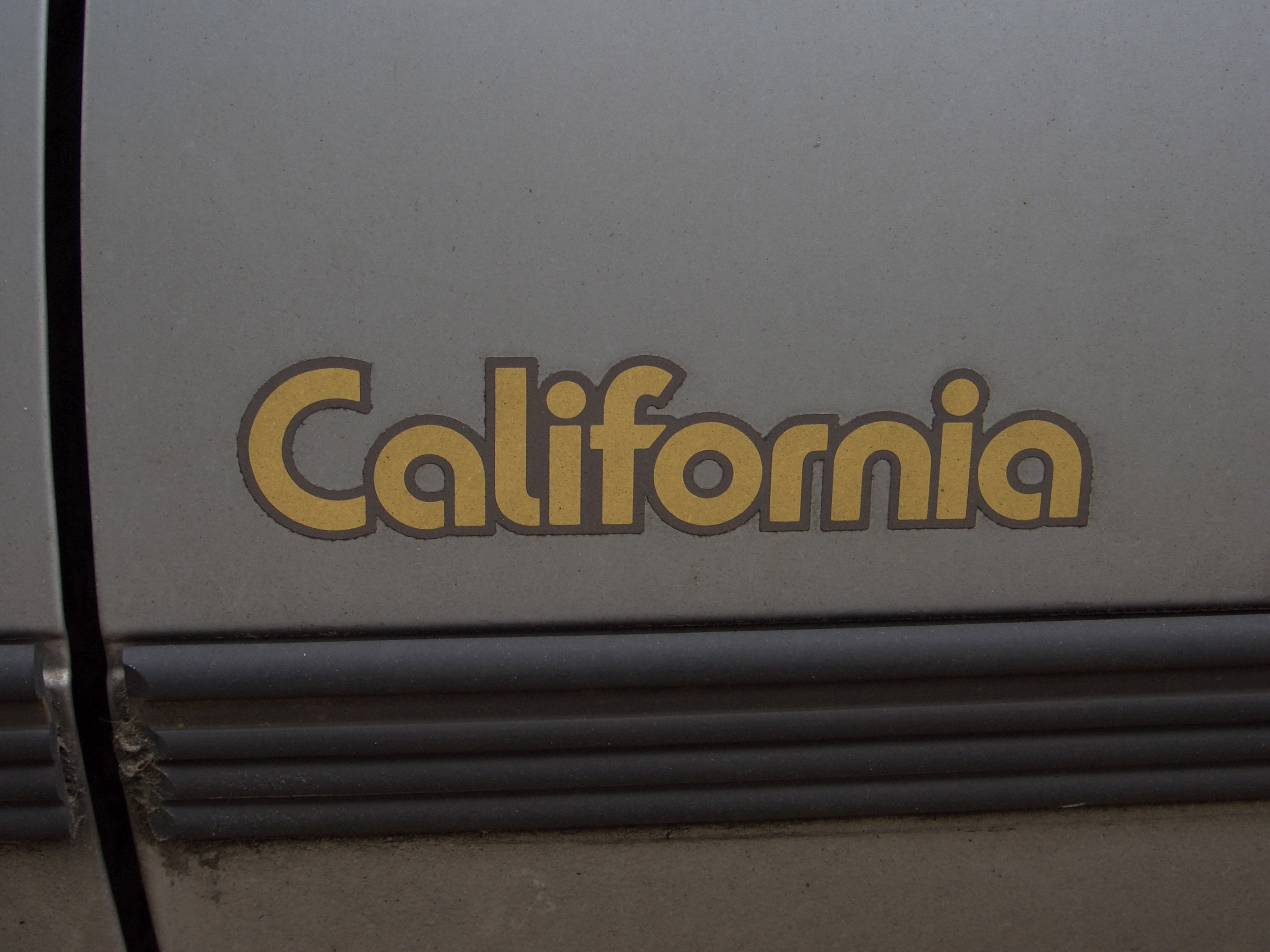
Opel Kadett California
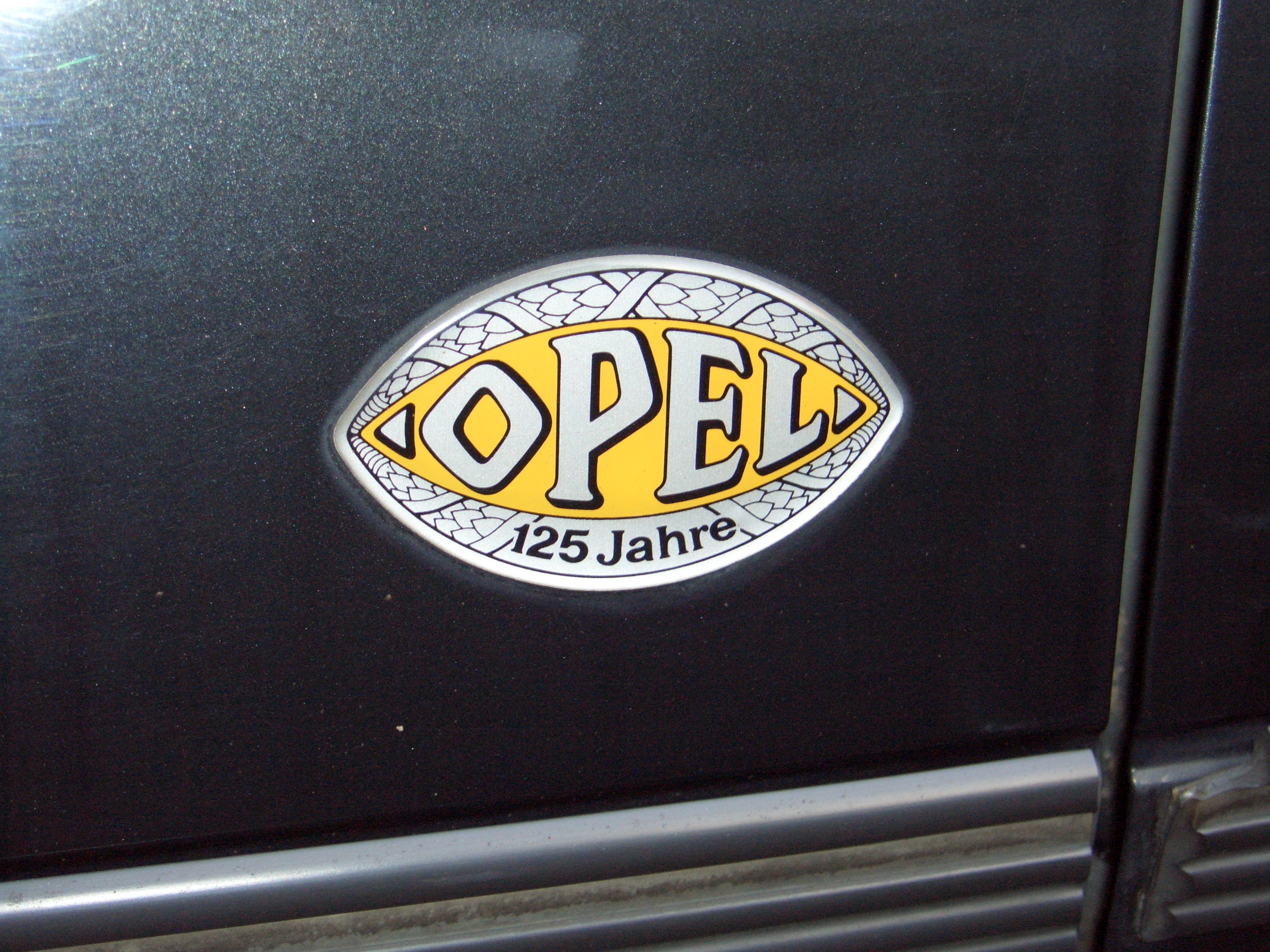
Opel Kadett Jubilee
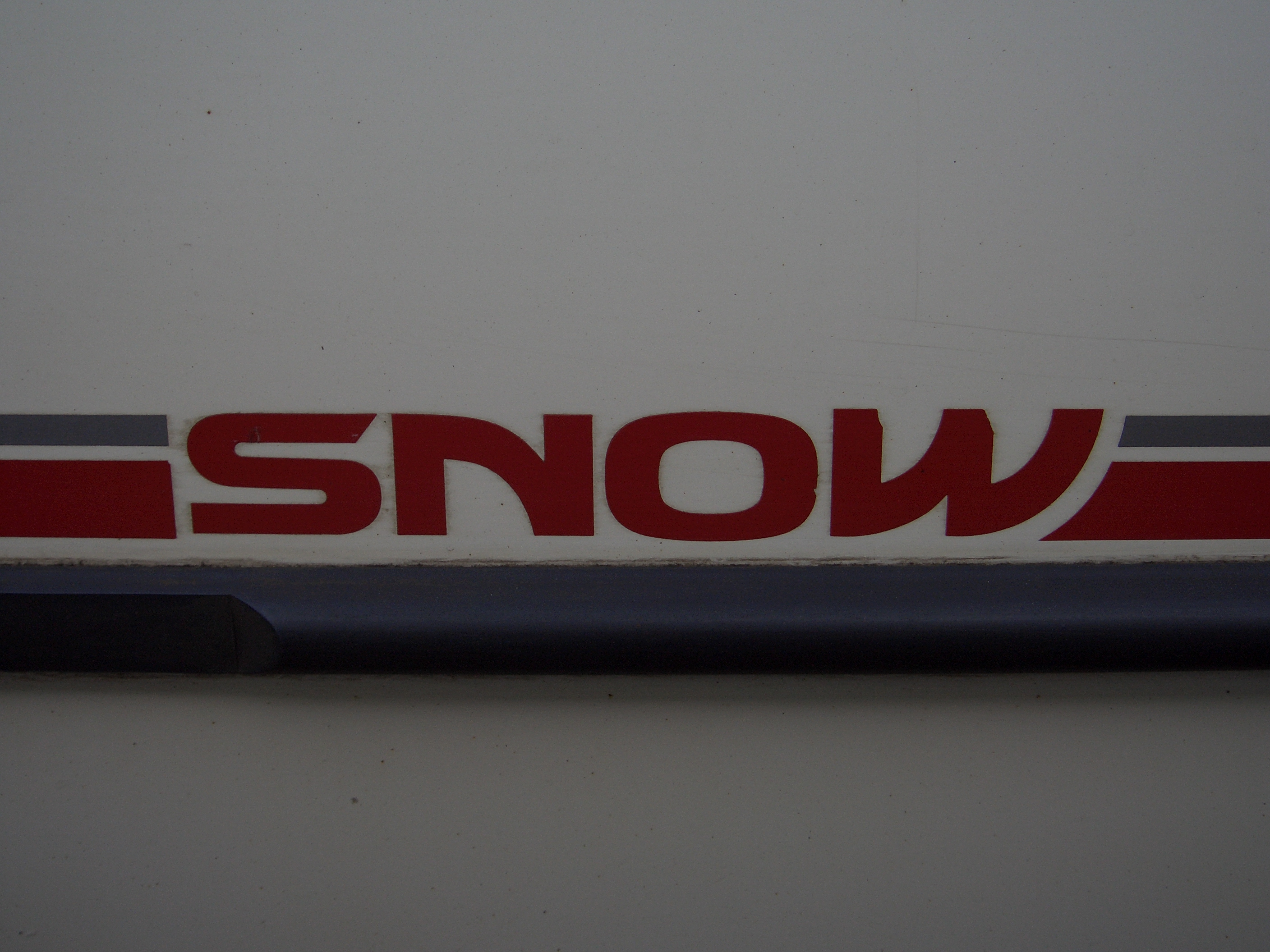
Opel Kadett Snow
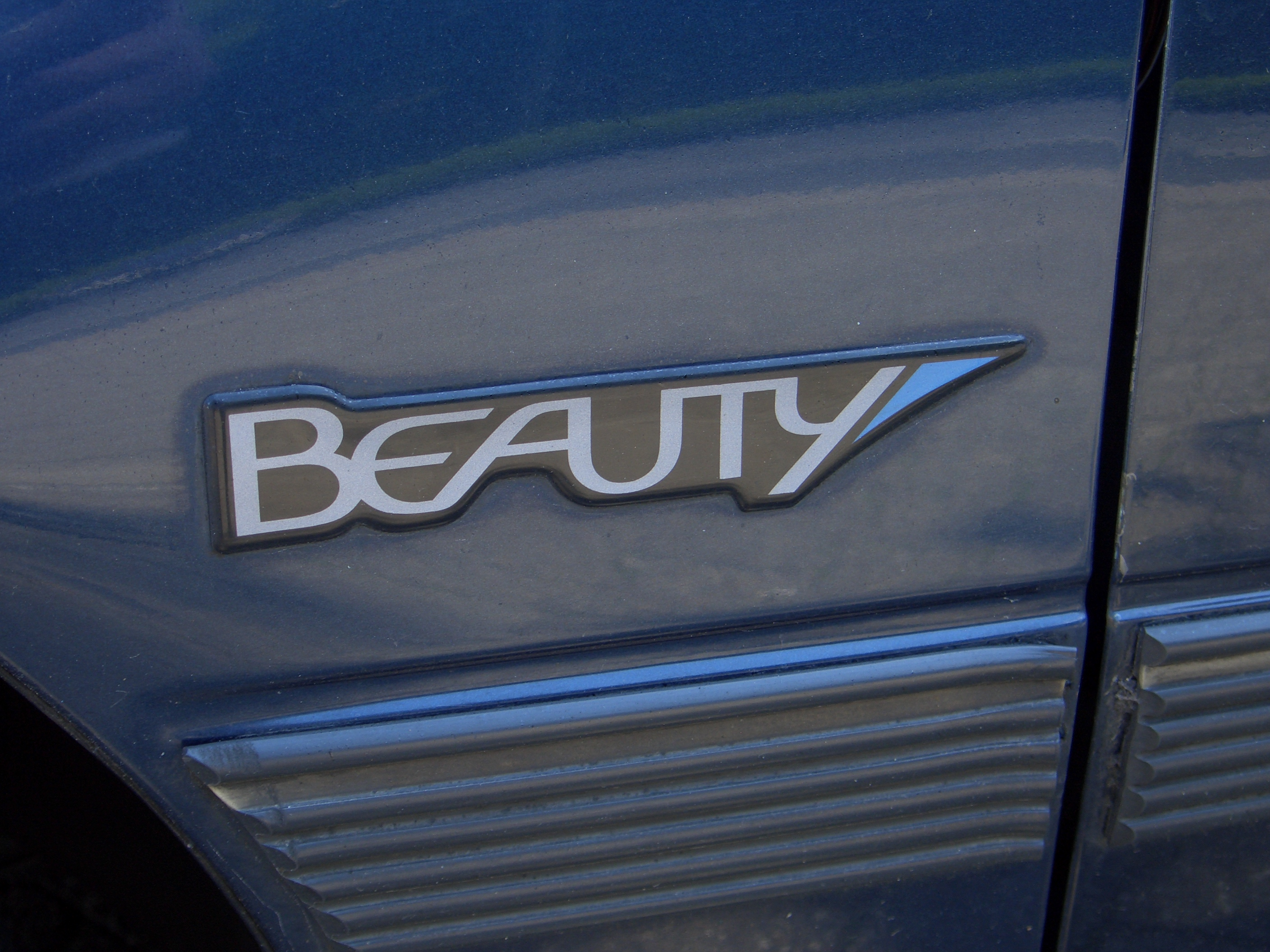
Opel Kadett Beauty
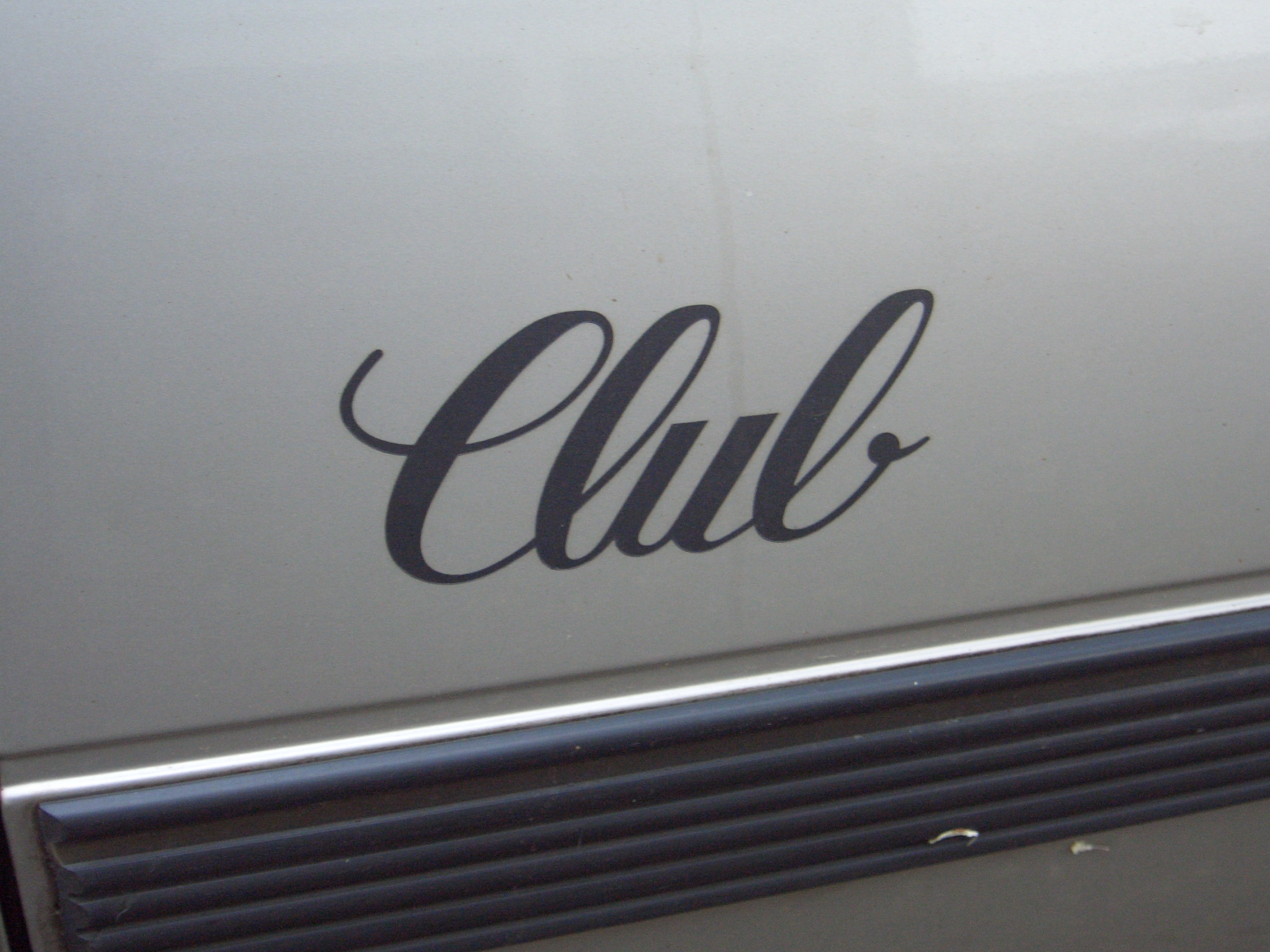
Opel Kadett Caravan Club
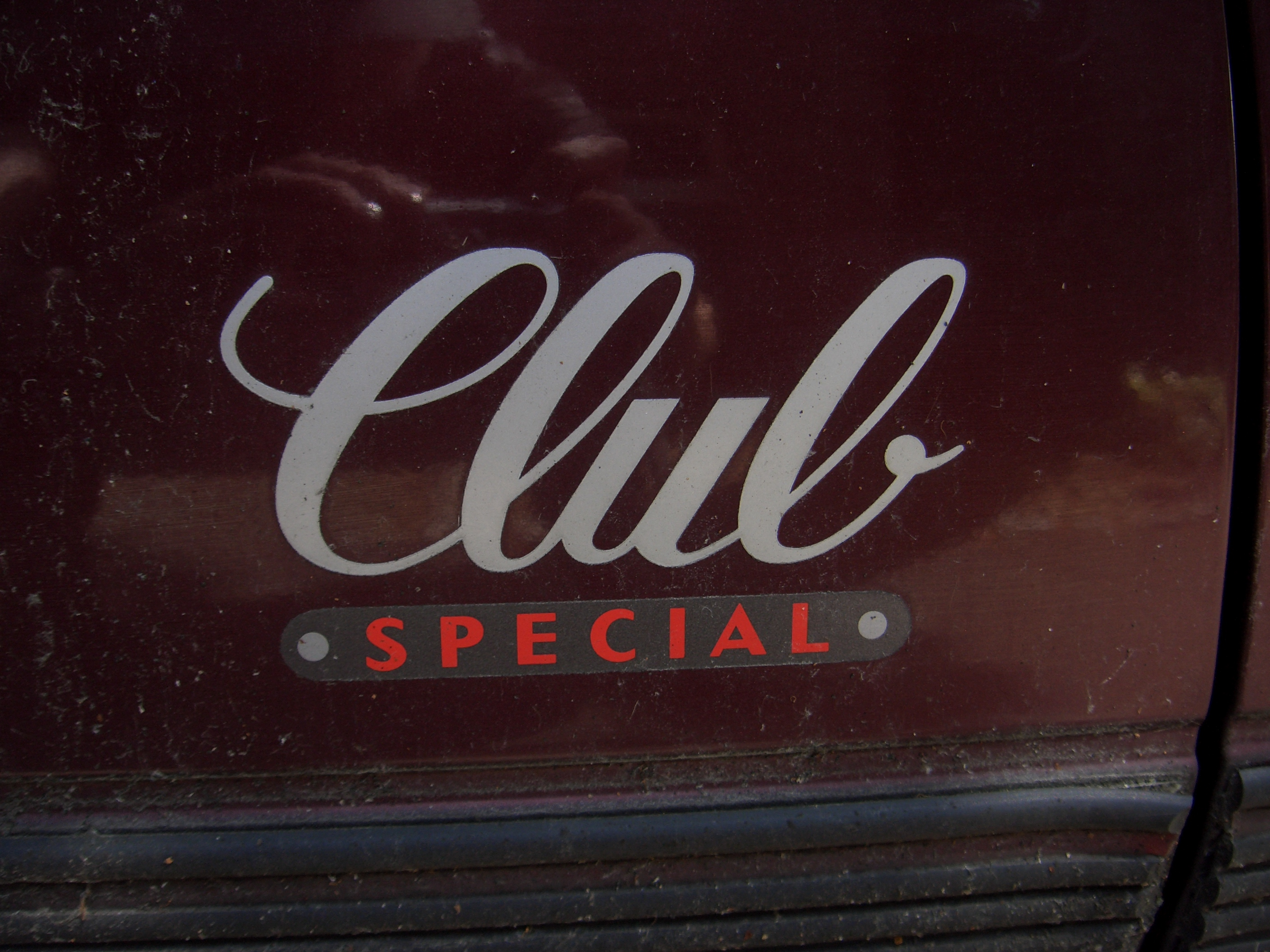
Opel Kadett Caravan Club Special
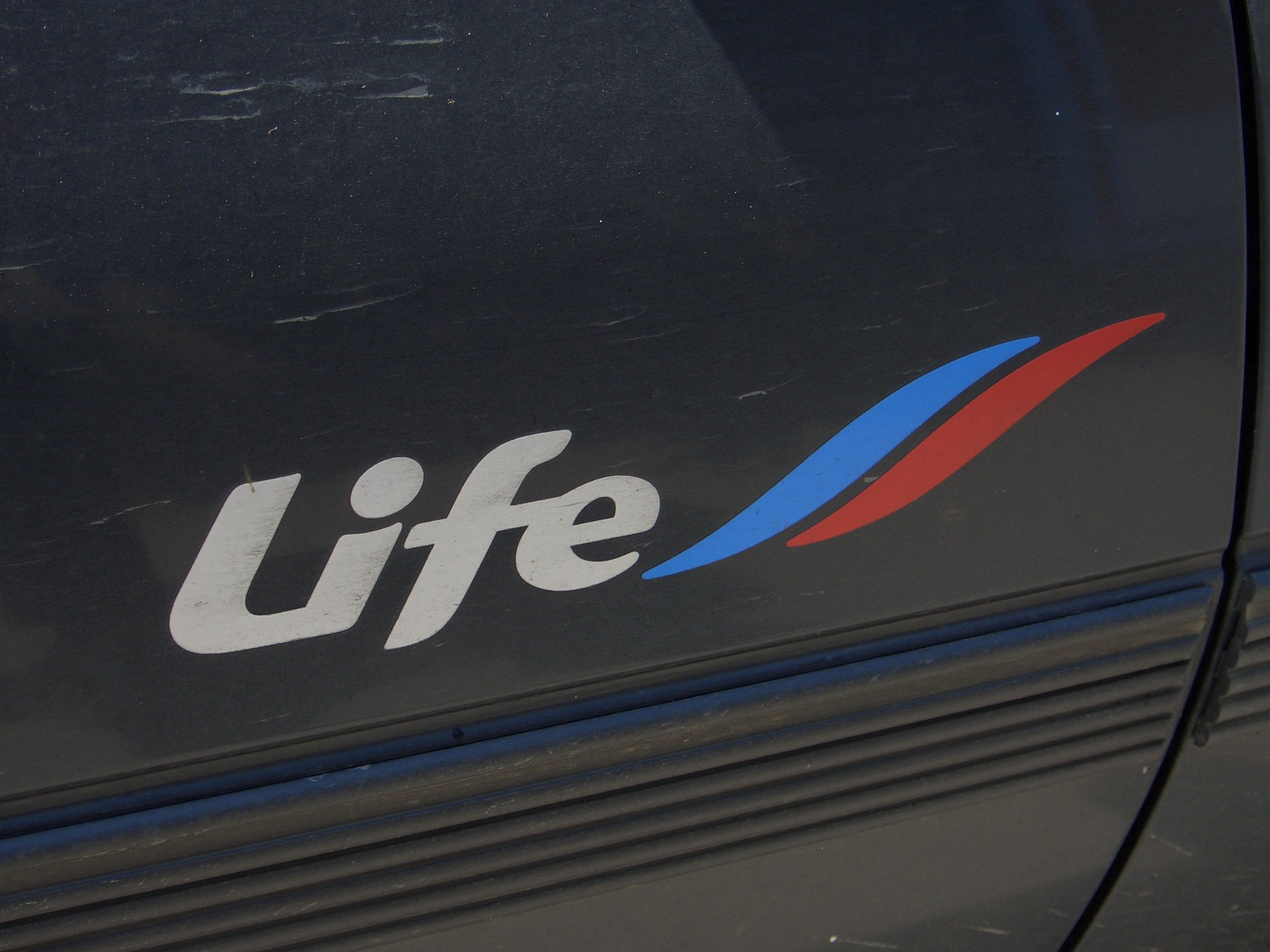
Opel Kadett Life
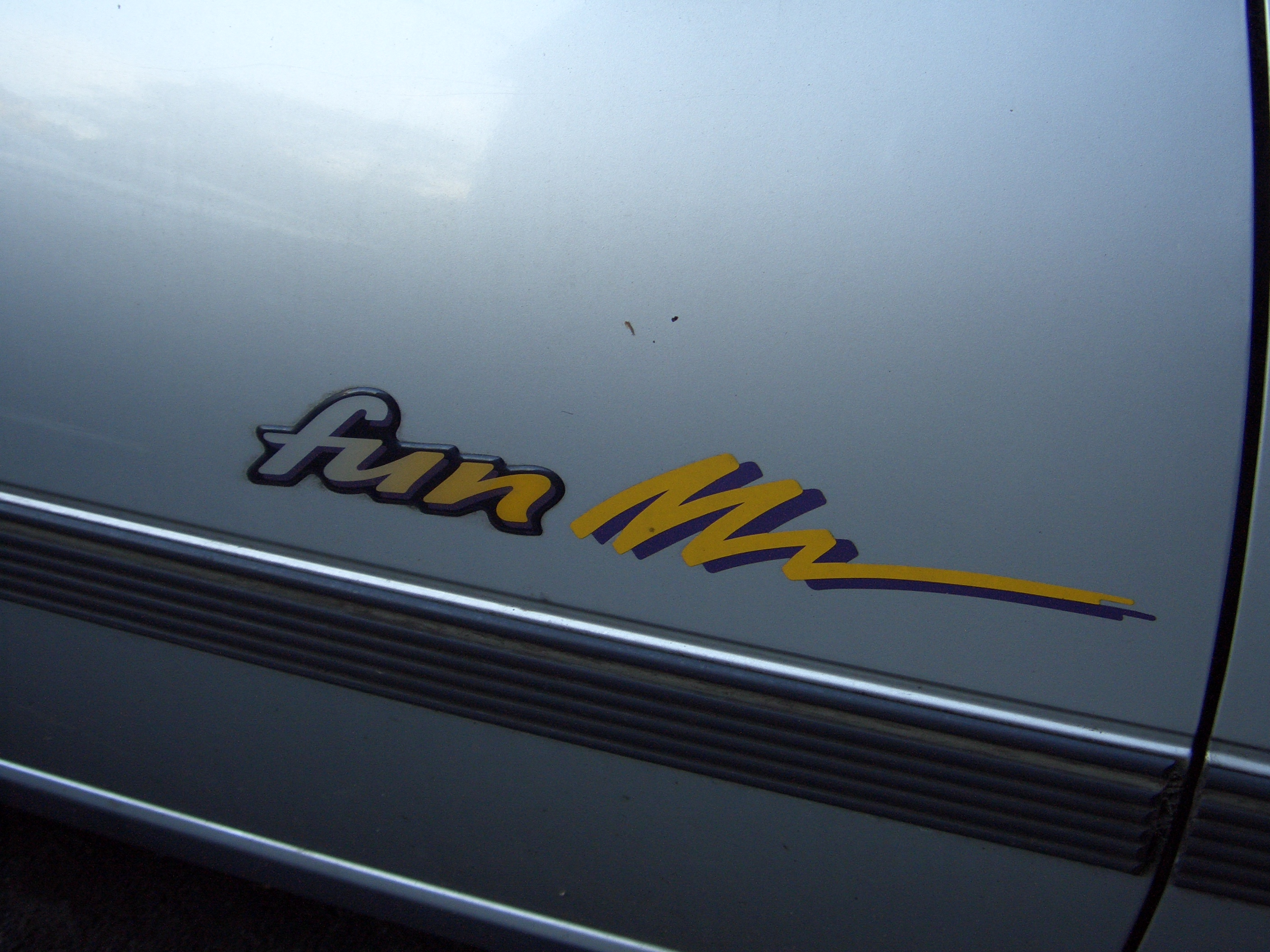
Opel Kadett Fun
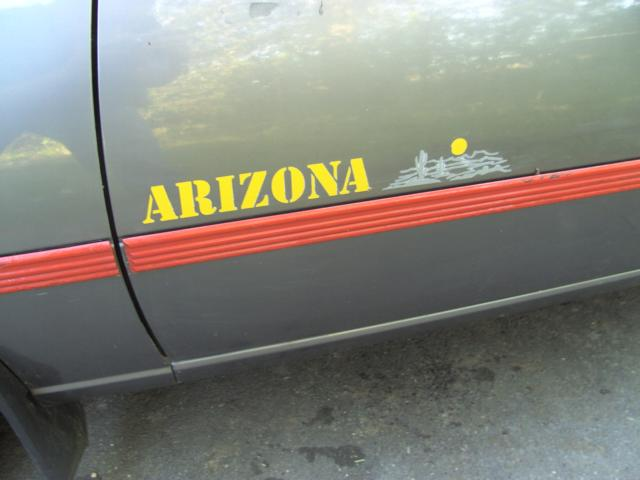
Opel Kadett Arizona

### Kadett GSi (Grand Sport injection)

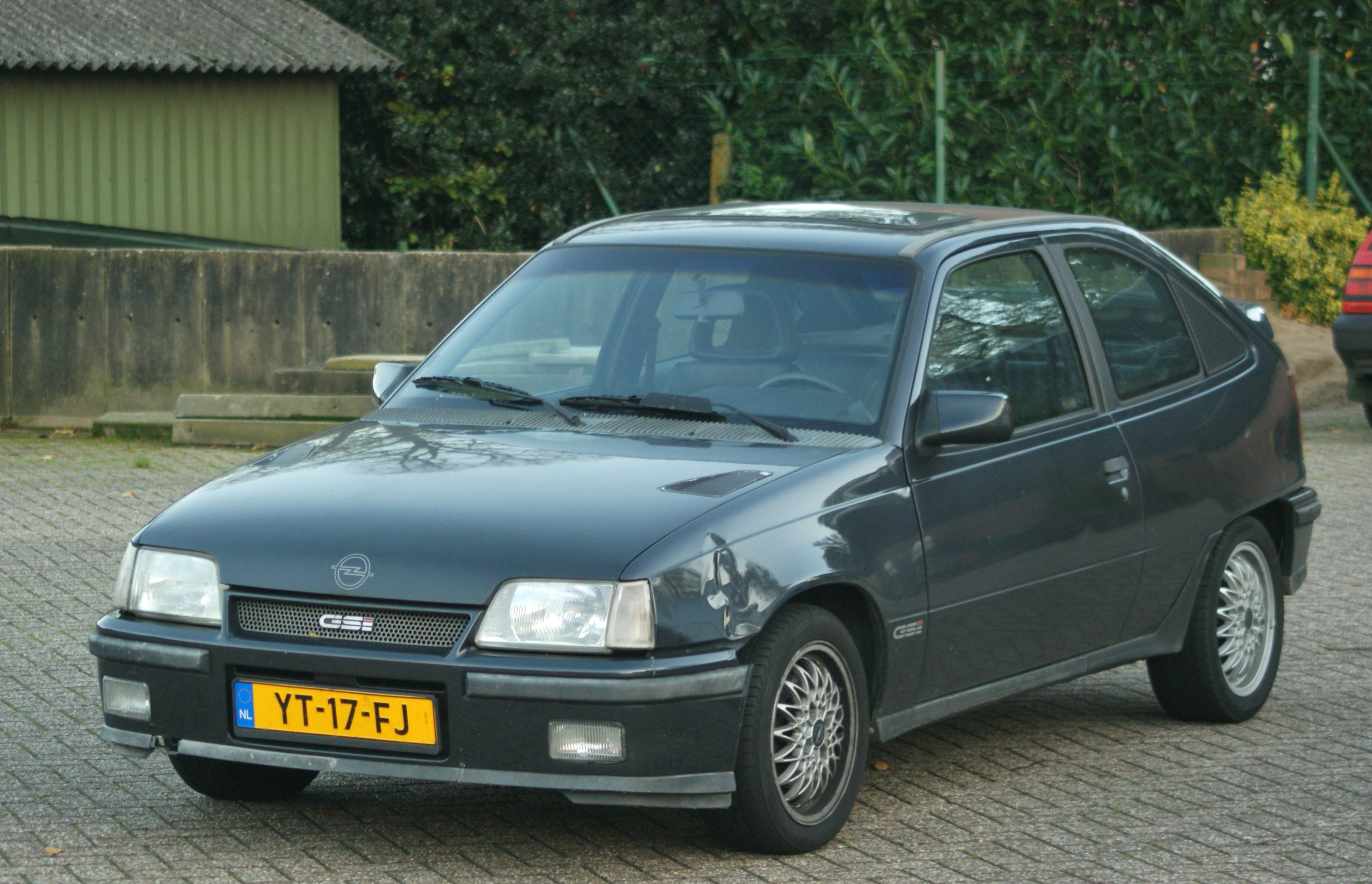
Opel Kadett GSi (1990)

L'Opel Kadett E GSi n'était initialement proposée qu'en version à hayon et également en version cabriolet à partir de 1987. Elle était initialement vendue avec un moteur essence de 1,8 litre (code interne 18E) d'une puissance de 85 kW/115 ch sans pot catalytique. À partir de 1986, elle était également proposée avec le moteur C18NE de 74 kW/100 ch. Pour l'année modèle 1987, les moteurs de 1,8 litre ont été éliminés et remplacés par deux moteurs différents de 2,0 litres (le C20NE avec pot catalytique et 85 kW/115 ch et le 20SEH sans pot catalytique et avec 95 kW/129 ch).
La Kadett GSi est équipée d'amortisseurs et de ressorts à pression de gaz plus fermes et environ 15 mm plus courts que ceux des autres modèles. Les moteurs de la Kadett GSi sont équipés d'un refroidissement à huile avec thermostat. La Kadett GSi était livrée avec un système anti-blocage des roues et une direction assistée en option. La version sans direction assistée dispose d'un amortisseur de direction. L'Opel Kadett GSi est équipée de freins à disque ventilés sur l'essieu avant.
Les pare-chocs sont conçus pour être plus volumineux. Des panneaux en plastique sont fixés sur les jupes latérales. Les bandes de protection latérales sont plus étroites, des éléments de ventilation ont été intégrés au capot moteur et les feux arrière ont été obscurcis par des bandes de plastique intégrées. De plus, le feu antibrouillard arrière se trouve dans le pare-chocs arrière, ce qui signifie que la Kadett GSi dispose de deux feux de recul. L'essuie-glace de la lunette arrière a été déplacé en raison de l'aileron arrière et a été enfoncé à travers un trou dans la lunette arrière. En plus des montants B, le hayon est également recouvert d'un film noir entre les feux arrière. Les emblèmes Opel sont fixés sous forme de film sur le capot et sur le hayon. Ces mesures différencient la variante GSi des modèles de base.
Des vitres électriques, des rétroviseurs extérieurs chauffants et réglables électriquement ainsi qu'un ordinateur de bord étaient disponibles en accessoires. L'ordinateur de bord affiche la consommation actuelle, l'autonomie, la vitesse moyenne, la consommation moyenne, un chronomètre et l'heure.
À l'intérieur, la Kadett GSi se distingue également des modèles de base par, entre autres, des sièges sport, des instrumentations LCD, un volant à trois branches avec l'emblème GSi, un système de contrôle de commande dans la partie supérieure du tableau de bord, ainsi que des housses de siège modifiées et deux lampes de lecture, mais elle garde les panneaux de porte des modèles de base. Comme supplément spécial, des sièges et des panneaux latéraux recouverts de cuir Conolly étaient disponibles sur demande.
Avec la version trois portes à hayon, la GSi atteint un coefficient de traînée (Cx) de 0,30, ce qui n'était atteint par aucun autre véhicule de la catégorie compacte à l'époque (Cx de 0,37 pour la Golf II GTI). Cette valeur est également la preuve que les pièces rapportées en plastique de la variante GSi, qui ont été testées en soufflerie, servaient non seulement à lui donner un look sportif, mais avaient également une fonction aérodynamique avec à la fois une portance réduite et une résistance à l'air réduite. La Kadett à hayon sans «spoiler» atteint un coefficient de résistance à l'air de 0,32.
En Allemagne, le nombre de Kadett GSi a considérablement diminué ces dernières années. Le nombre de véhicules suivant a été immatriculé auprès de la Kraftfahrt-Bundesamt aux dates clés respectives :
Avec moteur 18E (chiffres du fabricant/numéros des codes de type 0039/642) :
- 1er janvier 2008 : 165[4]
- 1er janvier 2009 : 150[5]
- 1er janvier 2010 : 132[6]
- 1er janvier 2011 : 133[7]
- 1er janvier 2012 : 117[8]
- 1er janvier 2013 : 108[9]
- 1er janvier 2014 : 100[10]

Avec moteur C20NE (chiffres du fabricant/numéros des codes de type 0039/673) :
- 1er janvier 2008 : 1 255[4]
- 1er janvier 2009 : 1 010[5]
- 1er janvier 2010 : 785[6]
- 1er janvier 2011 : 644[7]
- 1er janvier 2012 : 545[8]
- 1er janvier 2013 : 468[9]
- 1er janvier 2014 : 411[10]
- 1er janvier 2019 : 298
- 1er janvier 2021 : 290[11]
- 1er janvier 2022 : 299[12]

### Kadett GSi 16V

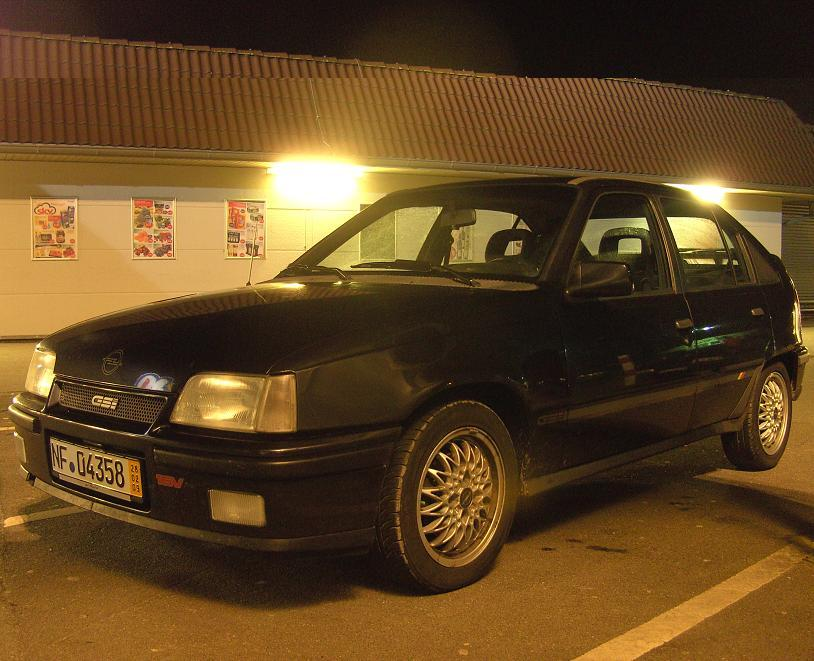
Opel Kadett GSi 16V Champion (1990–1991)

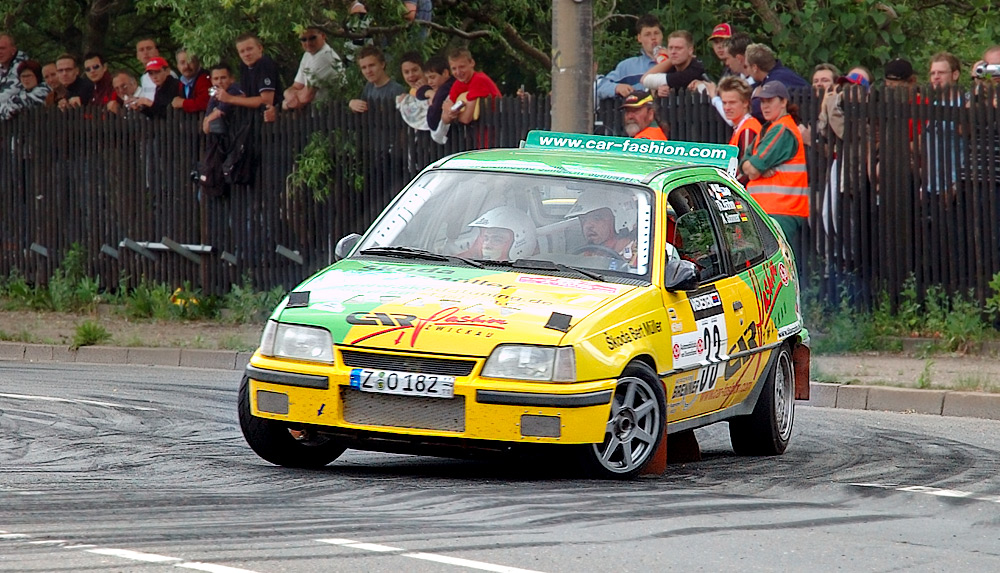
Opel Kadett GSi 16V modifiée en utilisation rallye

La Kadett GSi 16V est arrivée sur le marché au printemps 1988 et est le premier modèle Opel produit en série avec quatre soupapes par cylindre. La particularité du moteur (identifiant interne C20XE pour les variantes avec pot catalytique) est le développement conjoint de la culasse de conception très élaborée avec Cosworth en Angleterre. Contrairement au moteur GSi 8V de 2,0 l (C20NE), le moteur dispose d'un collecteur et d'un contrôle de cliquetis. Par rapport au moteur C20NE, le collecteur d'admission est également beaucoup plus complexe.
La Kadett GSi 16V est adaptée aux performances du moteur de nombreuses manières. L'essieu arrière était équipé de freins à disque (étriers fixes à deux pistons) au lieu de freins à tambour. De plus, un stabilisateur renforcé a été installé à l'avant et un stabilisateur supplémentaire sur l'essieu arrière à poutre de torsion. La carrosserie de la Kadett 16V est dotée d'une traverse centrale continue à l'avant et d'une traverse inférieure plus plate à l'avant, ce qui laisse place au radiateur légèrement plus étroit mais plus haut. De plus, les passages de roue dans la zone supérieure, à la transition vers le montant A, sont renforcés. Il y a également des modifications au niveau de la direction et du châssis. La transmission manuelle F20 à cinq vitesses de la Kadett 16V a également été adaptée aux performances du moteur. La voiture avait un coefficient de traînée (Cx) de 0,30 et une surface frontale de 2,03 m², ce qui donne une surface de résistance à l'air de 0,61 m².
L'intérieur se distingue de celui de la GSi 2.0 par un pommeau de vitesses différent (en cuir) et l'emblème 16V sur le volant. Extérieurement, la Kadett GSi 16V se distingue de la Kadett GSi par un symbole 16V sur la jupe avant et sur le hayon. Elle dispose également d'un silencieux arrière avec deux sorties d'échappement rectangulaires.
Le modèle spécial Kadett GSi Champion était, comme la finition GSi, disponible avec le moteur 2.0i 8V (C20NE) ainsi qu'avec le moteur 2.0i 16V (C20XE) et il était proposé à partir d'avril 1990. Au départ, elle n'était disponible qu'avec trois portes et avait un intérieur en cuir Connolly anglais standard avec des sièges en cuir de Recaro et des panneaux de porte recouverts de cuir. Avec le début de l'année modèle 1991 en septembre 1990, le modèle spécial Champion n'était plus seulement disponible en modèle trois portes, mais également en modèle cinq portes. Pour toutes les Champion, il y avait désormais un revêtement en tissu velours d’usine. L'intérieur en cuir, qui n'était encore disponible que pour la Kadett GSi Champion trois portes, coûtait désormais 2 400 Deutsche Mark supplémentaires. Cependant, la GSi cinq portes pouvait également être commandée avec un intérieur en cuir, mais pas pour le modèle spécial Champion cinq portes. Seul le modèle de base GSi cinq portes pouvait être équipé de cuir. Cependant, l'intérieur en cuir de la voiture cinq portes coûte plus de 1 200 Deutsche Mark de plus que celui de la voiture trois portes. Cela signifiait que la GSi 16V cinq portes coûtait environ 40 000 Deutsche Mark sans aucun extra supplémentaire. La variante cinq portes avec un équipement complet dans son état d'origine est donc rare aujourd'hui, notamment parce que le modèle cinq portes a été vendu beaucoup moins souvent que le modèle trois portes. Les jantes de 15 pouces à rayons croisés en alliage léger avec des pneus 185/55 R15 étaient également de série sur la Kadett GSi Champion. Hormis la Kadett Cabrio Spezial Edition, c'était le seul modèle de Kadett allemand doté de roues de 15 pouces en standard.
En Allemagne, le nombre de Kadett GSi 16V (chiffres du fabricant/numéros des codes de type 0039/773) a considérablement diminué ces dernières années. Le nombre de véhicules suivant a été immatriculé auprès de la Kraftfahrt-Bundesamt aux dates clés respectives :
- 1er janvier 2008 : 880[4]
- 1er janvier 2009 : 712[5]
- 1er janvier 2010 : 630[6]
- 1er janvier 2011 : 553[7]
- 1er janvier 2012 : 484[8]
- 1er janvier 2013 : 430[9]
- 1er janvier 2014 : 410[10]
- 1er janvier 2019 : 383
- 1er janvier 2021 : 398[11]
- 1er janvier 2022 : 411[12]

#### Performances de conduite
Les spécifications d'usine de la Kadett GSi 16V étaient un temps de 7,9 s pour une accélération de 0 à 100 km/h et une vitesse de pointe de 217 km/h.

#### Modèles concurrents
À l'époque, la Kadett GSi 16V, avec 110 kW (150 ch), était bien supérieure en termes de performances à son modèle concurrent direct, la Golf II GTI 16V, dont le moteur dans la version avec pot catalytique développait toujours une puissance de 95 ch kW (129 ch) mais qui nécessitait en même temps de moins de carburant que les autres modèles concurrents.

### Particularités des modèles GT et Frisco/Caravan Club Special
La Kadett E en tant que GT et Frisco ont un rapport de démultiplication légèrement différent, plus court, et quelques caractéristiques spéciales. Par exemple, des pare-chocs modifiés (à partir de l'année modèle 1987), des sièges sport et un tachymètre standard.
Le modèle Frisco était également équipé de série de l'ABS. De plus, la Frisco disposait en option d'une direction assistée hydraulique, ainsi que d'un réglage de la hauteur du siège et les panneaux latéraux arrière (sur les modèles trois portes uniquement) étaient recouverts du même matériau pour correspondre au revêtement.
Les modèles GT et Frisco étaient exclusivement équipés du célèbre moteur 1.6i (C16NZ - 55 kW/75 ch) et du moteur 1.8i (C18NZ - 66 kW/90 ch), disponible pour la première fois en 1990. Entre 1986 et 1987, la version GT était disponible avec le moteur C16LZ, et à partir de mi-1987 le moteur C16NZ fut installé. Le moteur de 2,0 litres (85 kW/116 ch) n'était disponible que dans la version tricorps des deux modèles.
Il y a eu trois étapes d'évolution pour la GT :
- GT 1 (année modèle 1985-1986) : pare-chocs gris, décor latéral gris sous la barre latérale, spoiler arrière gris, logo GT couleur carrosserie sur les portes avant, intérieur avec sellerie Lyon et panneaux de portes en simili cuir, moteurs : 13S, 16SH, C18NT (1985) et C18NE (1986)
- GT 2 (année modèle 1987 à 1989 1/2) : pare-chocs avec garniture couleur carrosserie, pare-chocs et moulures latérales avec bandes décoratives rouges, spoiler arrière couleur carrosserie, logo GT en gris ou anthracite sur les portes avant, intérieur avec sellerie Lyon et panneaux de portes en tissu, aussi en tant que version tricorps, moteurs : 16SV (1987), C16LZ/NZ, E18NV et C20NE (seulement dans la GT tricorps), à l'exception des moteurs et de l'intérieur modifié, la GT 2 correspond au modèle spécial Kadett E Sprint de l'année modèle 1986.
- GT 3 (année modèle 1989 1/2 à 1990) : pare-chocs couleur carrosserie, spoiler arrière couleur carrosserie, sellerie Plaid/Sport, moteurs : C16NZ, C18NZ et C20NE (seulement pour la version tricorps), s'applique également à la Frisco.

Le Caravan était similaire à la GT dans la version Club. Même si les caractéristiques externes de la GT manquaient, la gamme de moteurs était similaire et l'intérieur correspondait également à celui de la Kadett GT. La Kadett E Caravan Club était à l'origine un modèle spécial de l'année modèle 1987, qui a trouvé sa place dans la gamme en tant que modèle de série en raison de la forte demande. Pour l'année modèle 1991, le modèle spécial Club Special était proposé sur la base du Kadett Caravan Club. Il présente les mêmes caractéristiques que le Caravan Club, mais le Club Special possède en plus le pare-chocs avant peint de la Kadett GT et la garniture du tablier arrière dans la couleur du véhicule. Des rétroviseurs extérieurs de la couleur du véhicule, des vitrages colorés, des barres de toit, un compte-tours, un coffre à cassette, un cache-bagages et une radio SC 202 sont également à bord. La gamme de moteurs s'étend aux célèbres C16NZ, C18NZ et C20NE, qui ne sont par ailleurs disponibles que dans la berline.

### Particularités de la Kadett E cabriolet

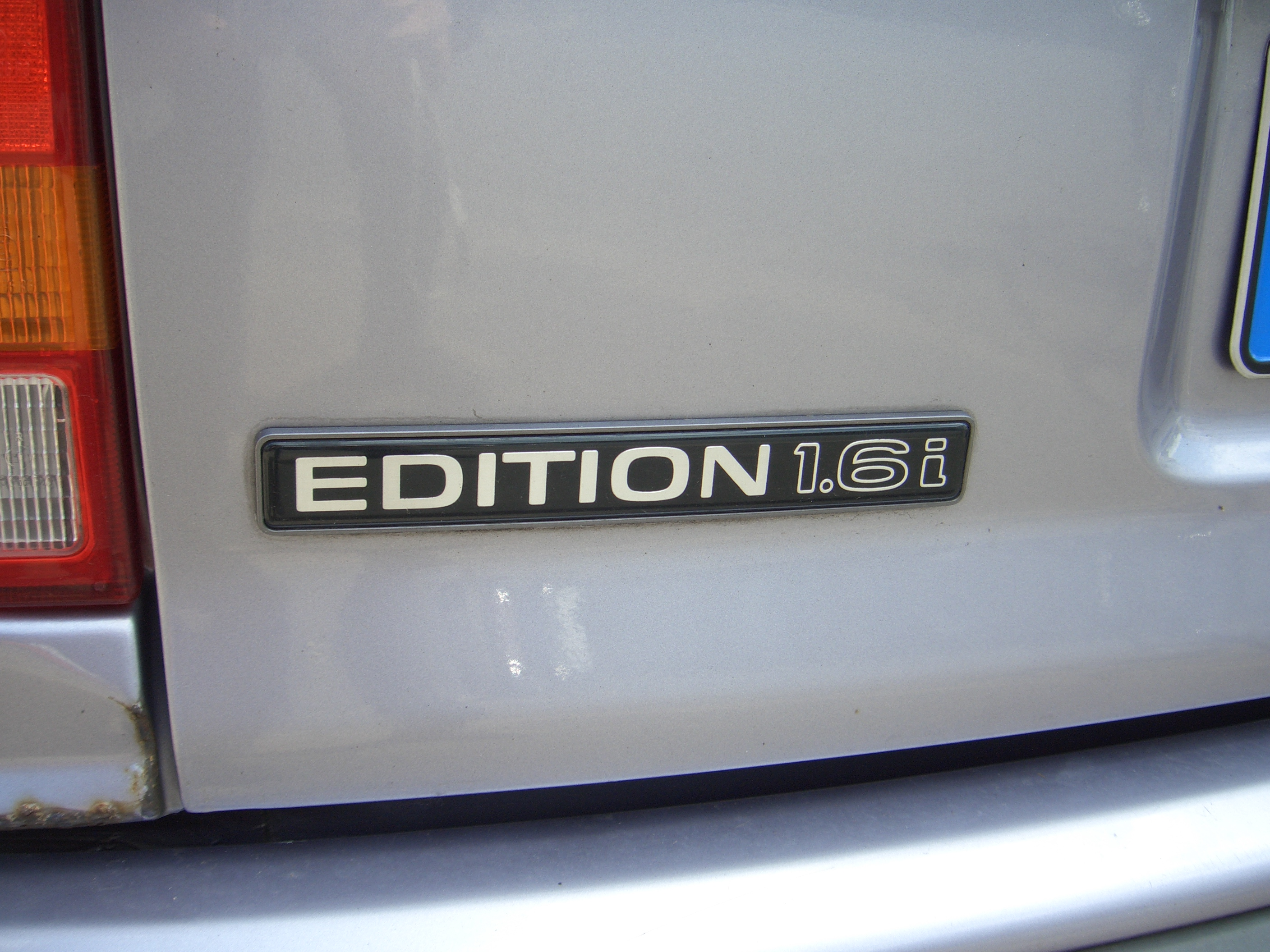
Logo «Edition» de la Kadett Cabriolet

À partir d'août 1991, la version cabriolet de la Kadett E produite par Bertone à Turin était uniquement appelée Opel Cabrio (encore appelée Kadett uniquement dans les papiers d'immatriculation) et était également équipée des détails de carrosserie de la Kadett GSi avec des variantes de moteur plus faible.
En raison de problèmes de production avec la successeur, l'Astra cabriolet, la Kadett Cabrio a été produite jusqu'en mai 1993, tandis que la production des autres modèles a été interrompue en juillet 1991. Peu avant la fin de la production, seuls des modèles spéciaux de la Kadett Cabrio existaient. Ils étaient appelés par exemple Edition Sportive, Edition Elegance, Edition Fun ou Bertone Edition.

## Désignation
En Allemagne, la Kadett E était la dernière voiture compacte d'Opel portant le nom traditionnel de Kadett. Le modèle successeur s'appelait Astra (Astra F), alors que Vauxhall vendait déjà la Kadett sous ce nom au Royaume-Uni. En Afrique du Sud, l'Astra F a continué d’être vendue sous le nom d'Opel Kadett F.

## Modèles internationaux
La Kadett E a été le premier modèle développé en Allemagne à être à nouveau proposé sur le marché américain après vingt ans d'interruption. La variante, modifiée à l'extérieur, s'appelait Pontiac LeMans et était produite par Daewoo en Corée du Sud. Après l'expiration de la période de blocage fixée par General Motors en 1995, le Daewoo Nexia a également été proposé en Europe.
La voiture a également été vendue sous les noms suivants :
- Vauxhall Astra (berline à hayon et break, Royaume-Uni)
- Vauxhall Belmont (berline tricorps, Royaume-Uni)
- Bedford Astravan et Astramax (Caravan en tant que fourgon et Combo, Royaume-Uni)
- Opel Monza (berlines et cabriolet, Afrique du Sud, à ne pas confondre avec la plus grande Opel Monza)
- Chevrolet Kadett (Brésil)
- Chevrolet Ipanema (break, Brésil)

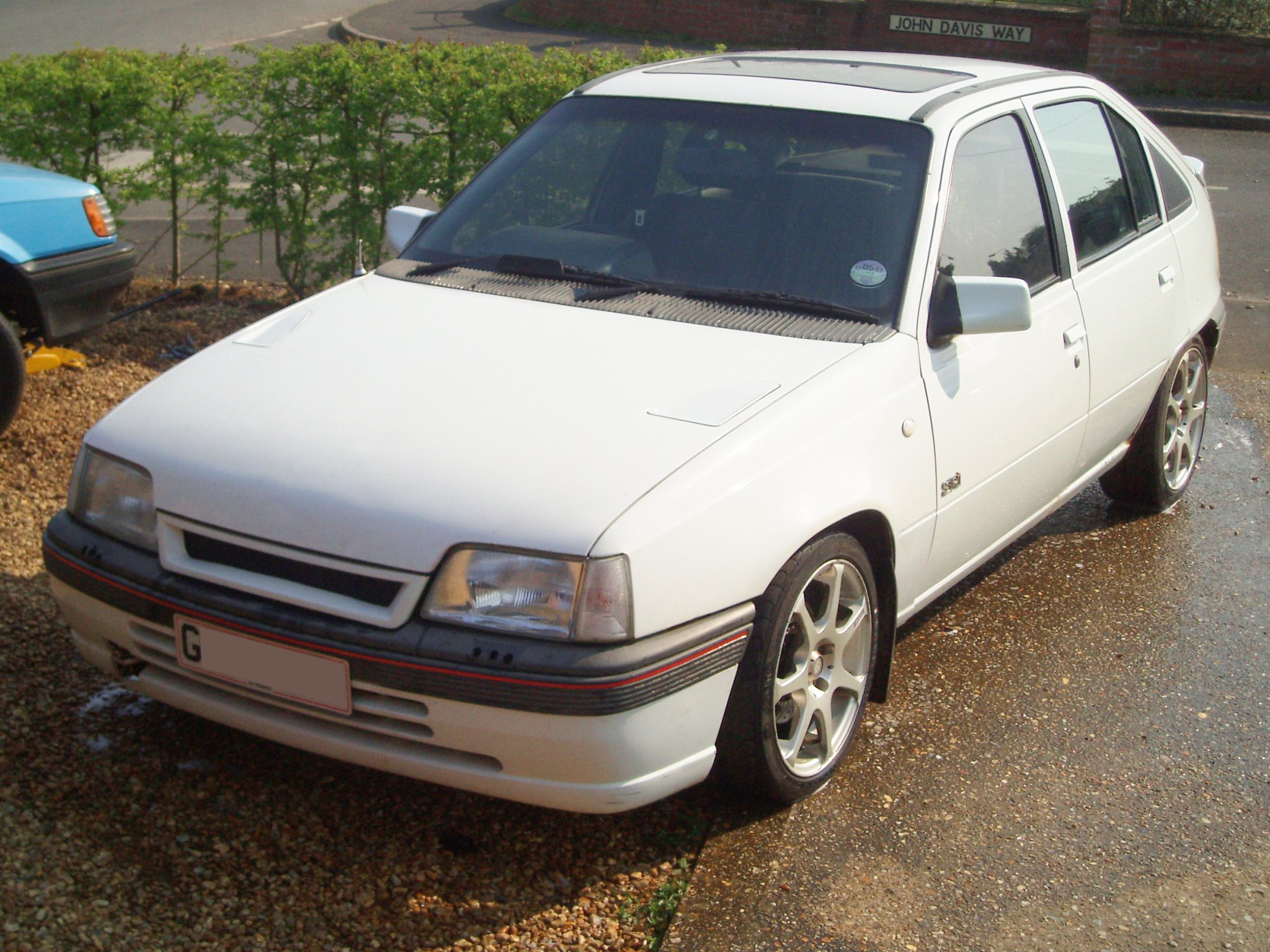
Vauxhall Astra Mk II
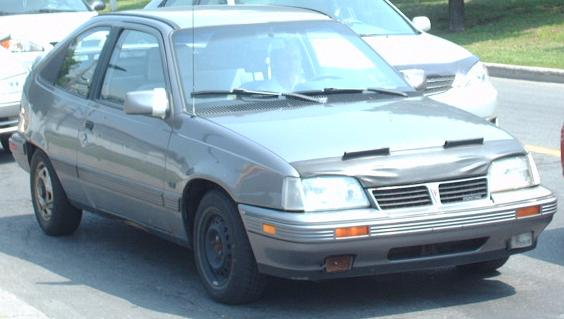
Pontiac LeMans

## Répliques sous licence
La majeure partie de la production a eu lieu chez Daewoo en Corée du Sud. Plus tard, les modèles Nexia et Cielo furent également produits à Craiova, en Roumanie et en Inde. La société ouzbèke UzDaewoo a fabriqué la Nexia sous une forme révisée dans son usine d'Asaka.
La Kadett est ou a été utilisée comme base pour les véhicules suivants :
- Daewoo LeMans (Corée du Sud, Europe de l'Est, Proche-Orient et Moyen-Orient)
- Daewoo Racer (Corée du Sud, Europe de l’Est, Proche-Orient et Moyen-Orient)
- Daewoo Nexia/Cielo/Heaven/Fantasy/Pointer
- Daewoo Nexia II (Ouzbékistan)
- Isuzu Optima (1985-1992, Nigeria)
- Asüna SE/GT (1991-1993, Canada)
- Passport Optima (1989-1991, Canada)

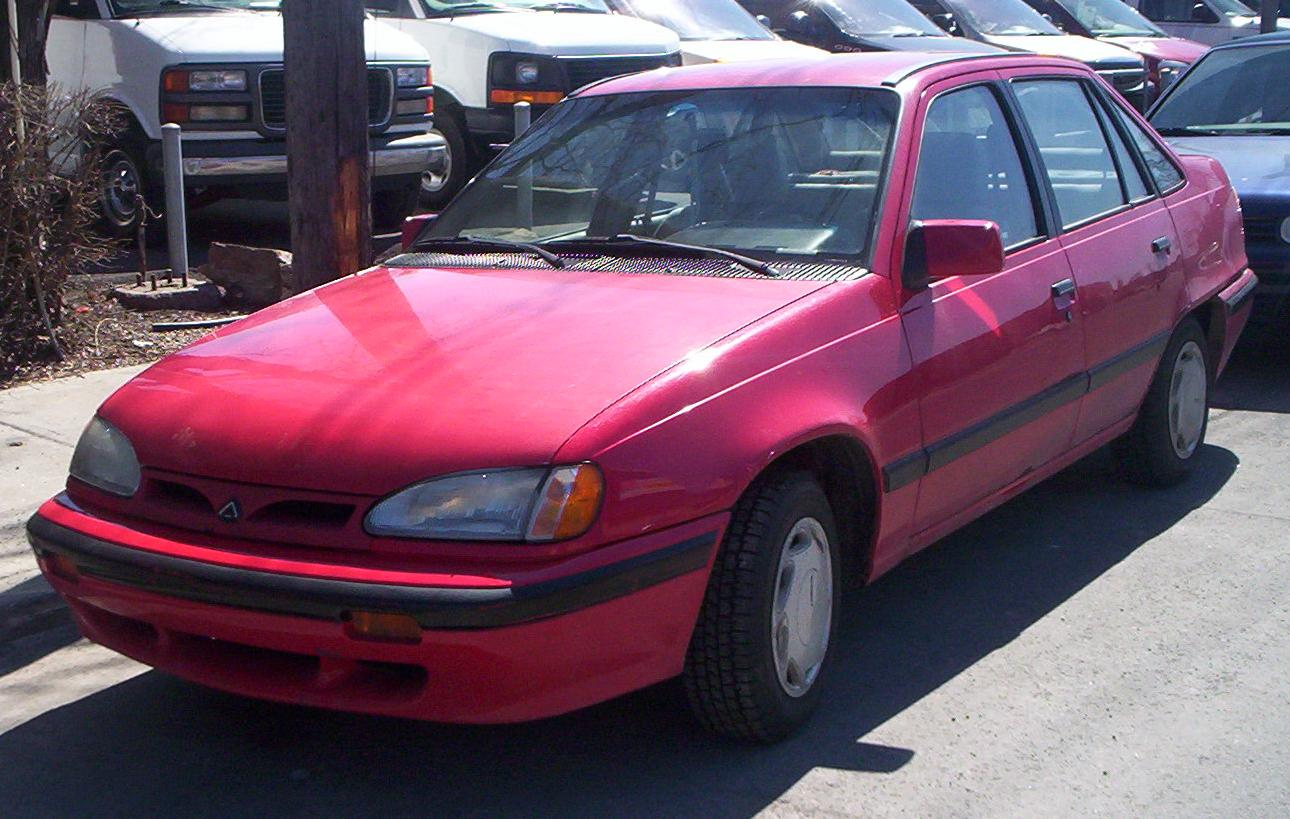
Asüna SE
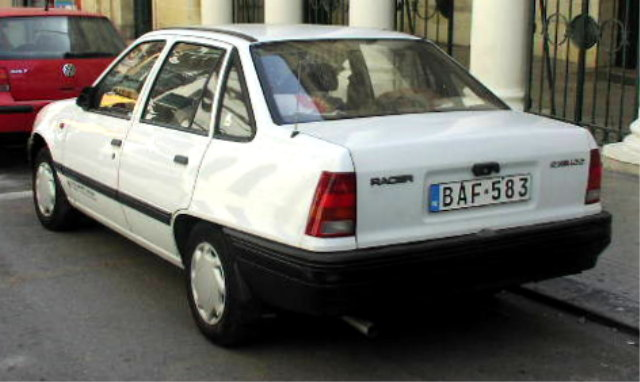
Daewoo Racer
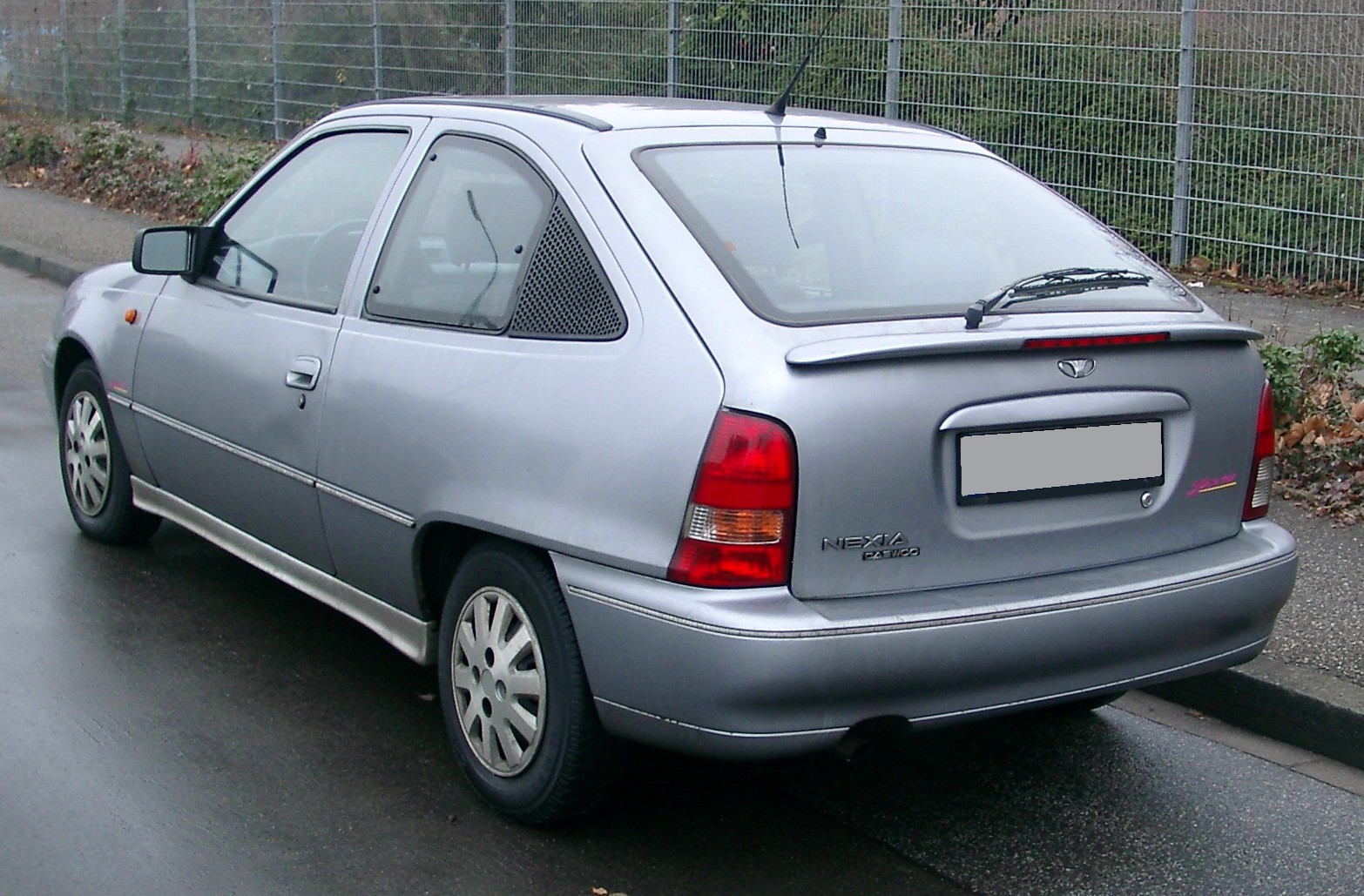
Daewoo Nexia
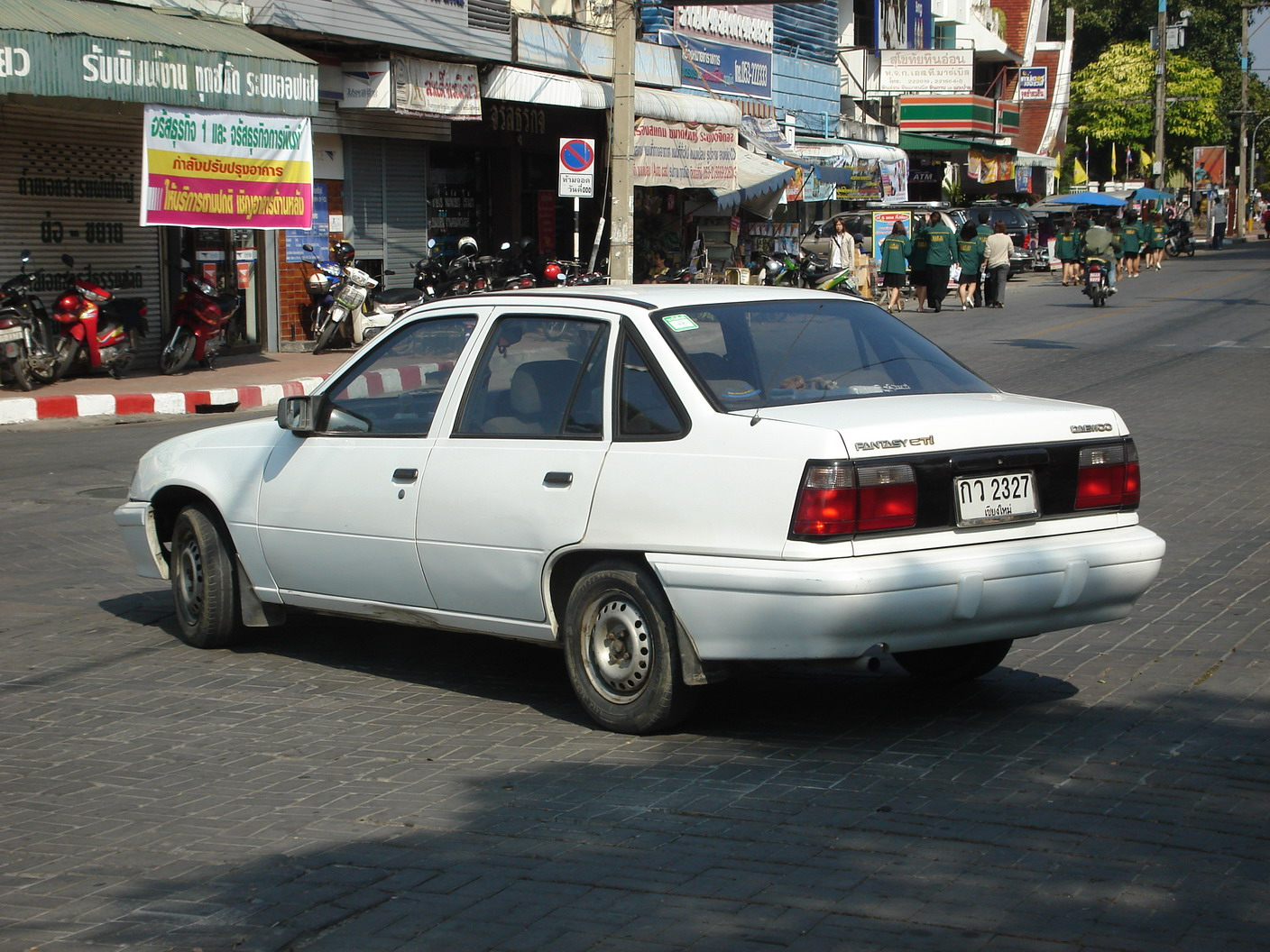
Daewoo Fantasy